# Památník národního útlaku a odboje
Památník národního útlaku a odboje (zkráceně PNÚO) je součástí Oblastního muzea Praha-východ. Nachází se v areálu tzv. Horního zámku v obci Panenské Břežany v okrese Praha-východ ve Středočeském kraji. Památník tvoří spolu s Památníkem Lidice, Ležáky, Terezínem, kostelem sv. Cyrila a Metoděje nebo kobyliskou střelnicí pomyslnou osu paměti národa pro období Protektorátu Čechy a Morava.

## Vznik památníku

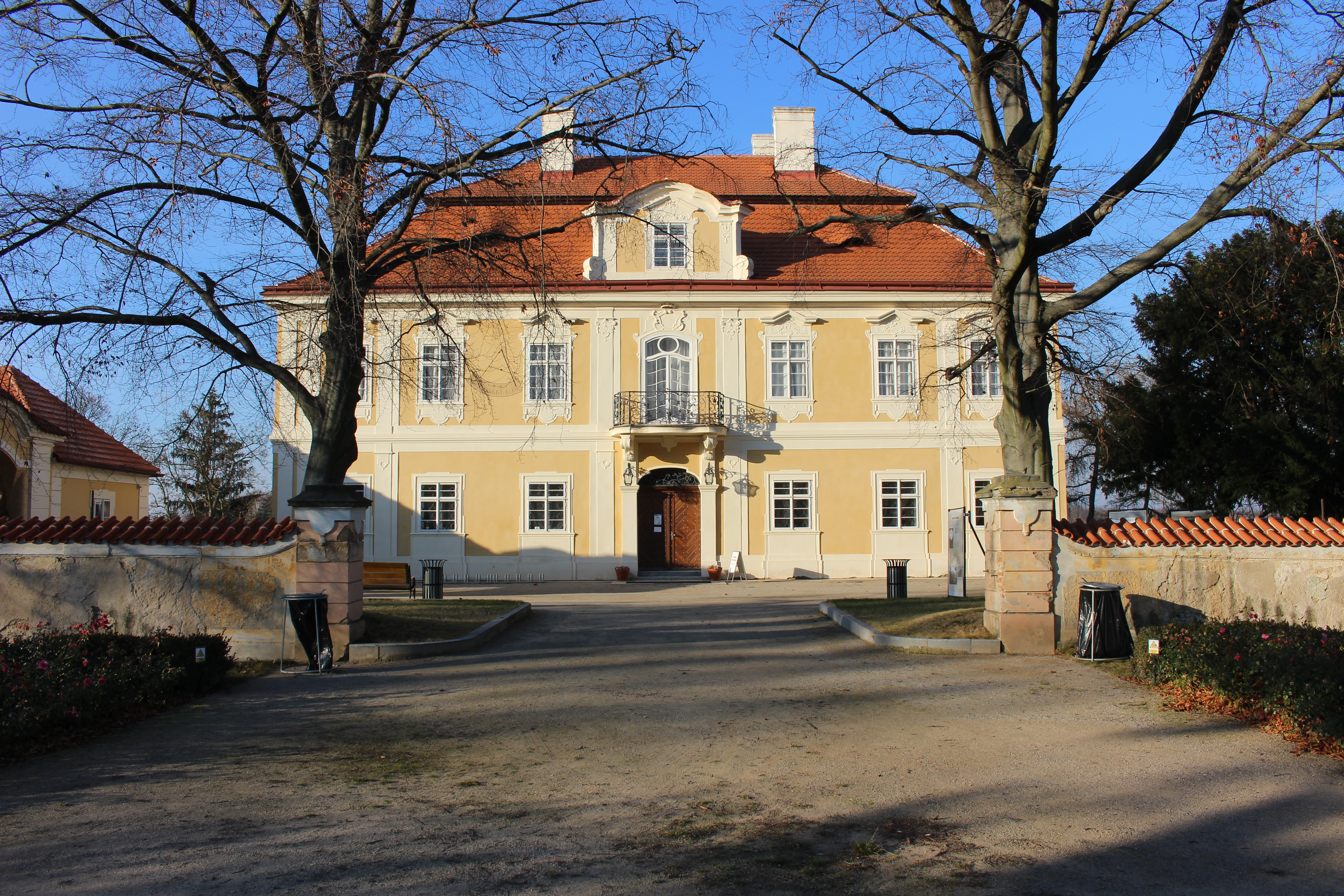
Horní zámek v Panenských Břežanech

Památník je pod správou příspěvkové organizace Oblastní muzeum Praha-východ, která 1. ledna 2012 získala do své správy historický areál Horního zámku v Panenských Břežanech. Součástí areálu je kromě zámku také rozlehlá zahrada, barokní kaple svaté Anny od Jana Blažeje Santiniho-Aichela a další cenné objekty.
Projekt vybudování Památníku národního útlaku a odboje byl zahájen v roce 2014 a byl z velké části financován dotacemi z Evropské unie. V rámci realizace projektu došlo k rekonstrukci kulturní památky Horního zámku, který byl z velké části zdevastovaný. Památník národního útlaku a odboje byl otevřen 8. prosince 2016. V národní soutěži muzeí Gloria musaealis 2016 zvítězil v kategorii „Muzejní počin roku“.

## Historie

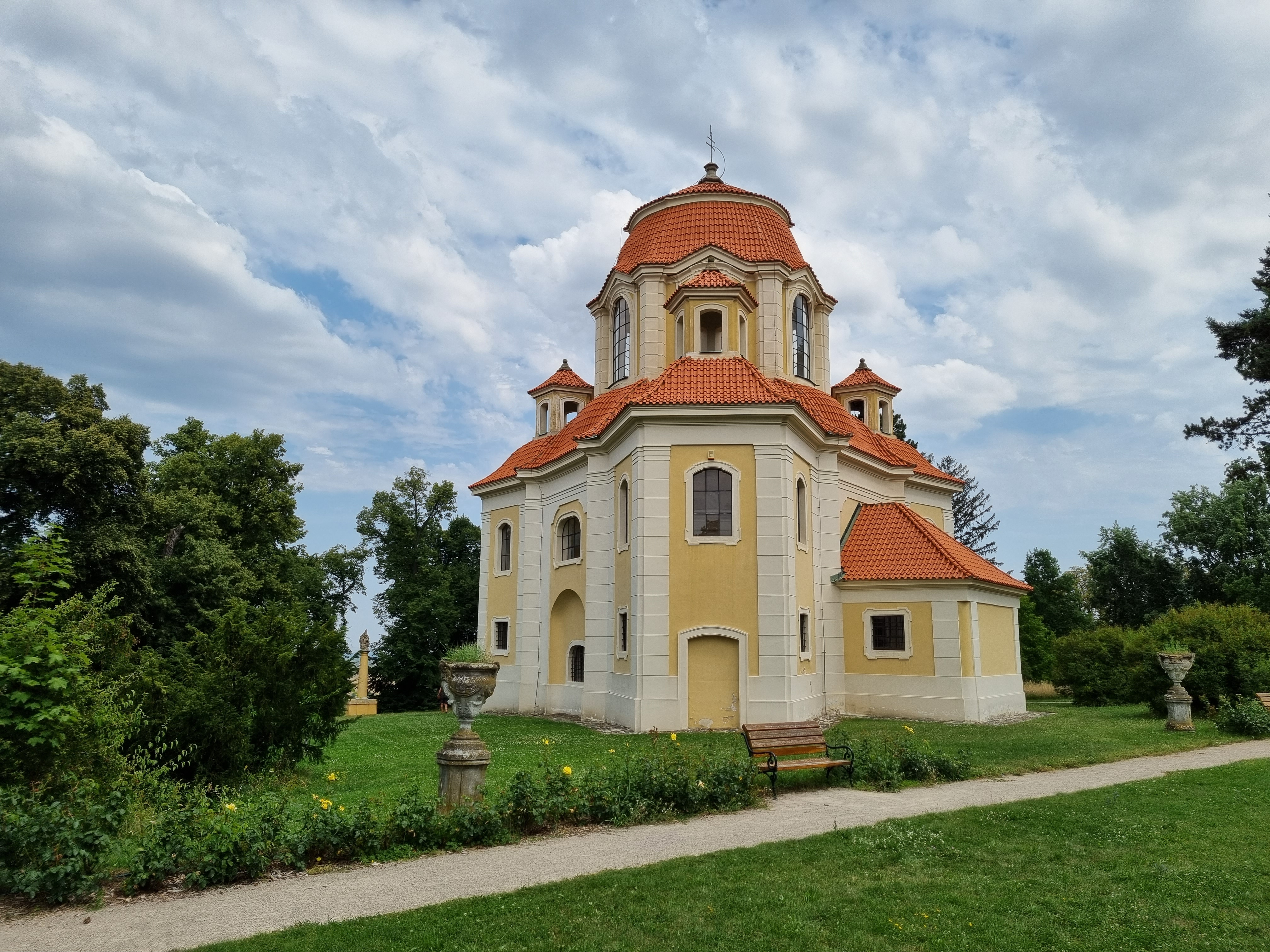
Santiniho kaple svaté Anny

Zámek nechala na přelomu 17. a 18. století v Panenských Břežanech postavit abatyše Františka Helena Pieroni da Galiano, dcera architekta a matematika Giovanni Pieroniho. Zároveň nechala postavit i Santiniho kapli svaté Anny (1705–1707). V 19. století vlastnil zámek Matyáš Friedrich von Riese-Stallburg, který v Panenských Břežanech vybudoval další zámek, tzv. Dolní zámek. Finanční vyčerpání rodu Riese-Stallburg zapříčinilo, že majetek koupil podnikatel v cukrovarnickém průmyslu Ferdinand Bloch-Bauer. Před druhou světovou válkou vlastnil Horní zámek výrobce nábytku Friedrich (Bedřich) Gerstel a zřídil v něm předváděcí prostory svých produktů. Za Protektorátu Čechy a Morava se v Horním zámku usadil Karl Hermann Frank. V dolním zámku pobýval říšský protektor Konstantin von Neurath, po něm pak Reinhard Heydrich s manželkou a dětmi. Po druhé světové válce byl v Horním zámku domov důchodců.

## Expozice

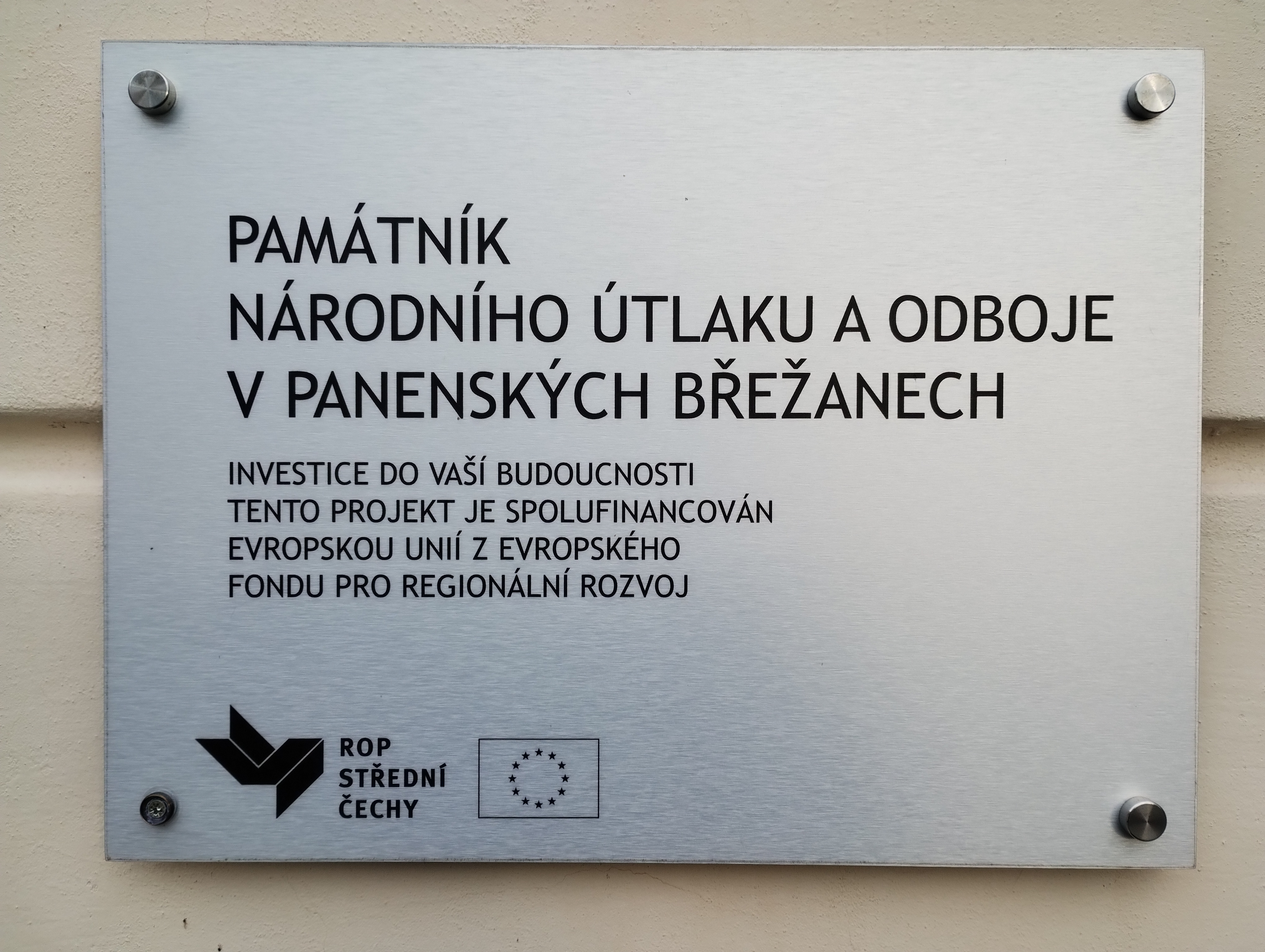
Cedule u vstupu do Památníku

Interaktivní expozice nesoucí název „Zločin a trest“ se nachází v prvním patře Horního zámku. Je otevřena celoročně a využívá moderních audiovizuálních technologií. Návštěvníky seznamuje s německou okupací českých zemí i s domácím a zahraničním odbojem a nezapomíná ani na potrestání válečných zločinců a kolaborantů. Návštěvník projde postupně několik místností, z nichž každá mapuje jedno období z let 1936–1945: od doby počátků projevů nacismu, přes Mnichovskou dohodu a zabrání Sudet, Protektorát Čechy a Morava, atentát na Heydricha až po lidové soudy a proces s K. H. Frankem. Vstupní hala je věnována Panenským Břežanům, jejich historii a osobnostem.
Expozice je pojata „prožitkově“: součástí je například model vagónu vlaku, ve kterém návštěvník „zažije“ transport do koncentračního tábora, rádio, ze kterého zní projev Adolfa Hitlera, model cely s uvězněným K. H. Frankem čekajícím na rozsudek, či místnost proměněná v soudní síň, kde může návštěvník zasednout či se postavit na místo obžalovaného a prožít tak procesy s válečnými zločinci a kolaboranty.
V rámci expozice jsou promítány krátké filmy a videa a jsou vystaveny autentické předměty, například stůl Konrada Henleina, replika pankrácké gilotiny, vojenské uniformy či předměty související s atentátem na Heydricha. Součástí expozice je i kámen z flossenbürgského Appellplatzu (v Panenských Břežanech totiž byla pobočka koncentračního tábora Flossenbürg a její vězni sloužili vdově Lině Heydrich v Dolním zámku). V roce 2018 byl v památníku slavnostně odhalen odlitek zdi z londýnského domu Porchester Gate, kde za druhé světové války sídlila československá vojenská zpravodajská služba a byla zde naplánována operace Anthropoid. Právě před touto zdí vznikly známé fotografie československých parašutistů.

Ukázka některých exponátů z míst expozice Památníku národního útlaku a odboje
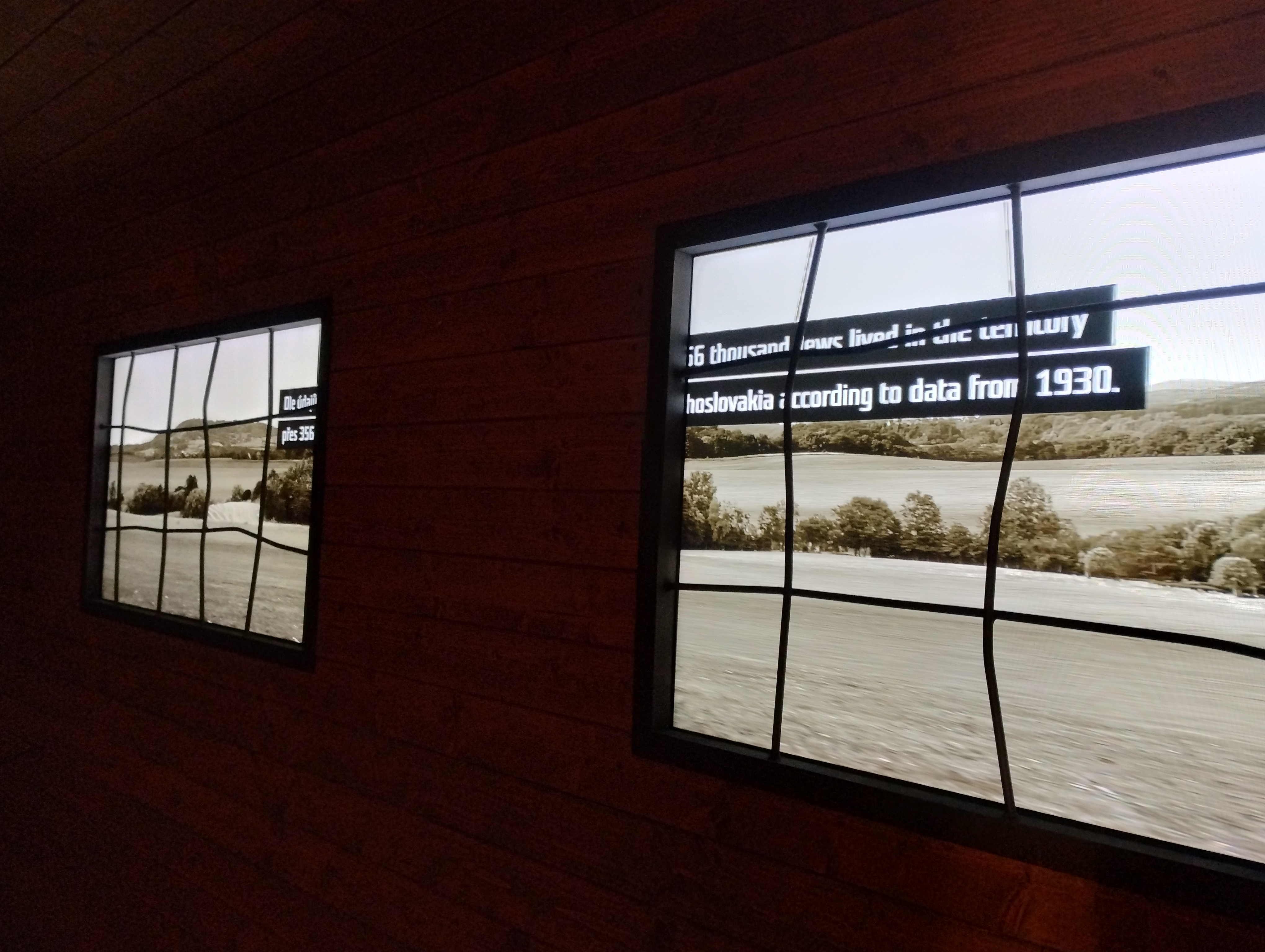
Model transportního vagónu do koncentračního tábora
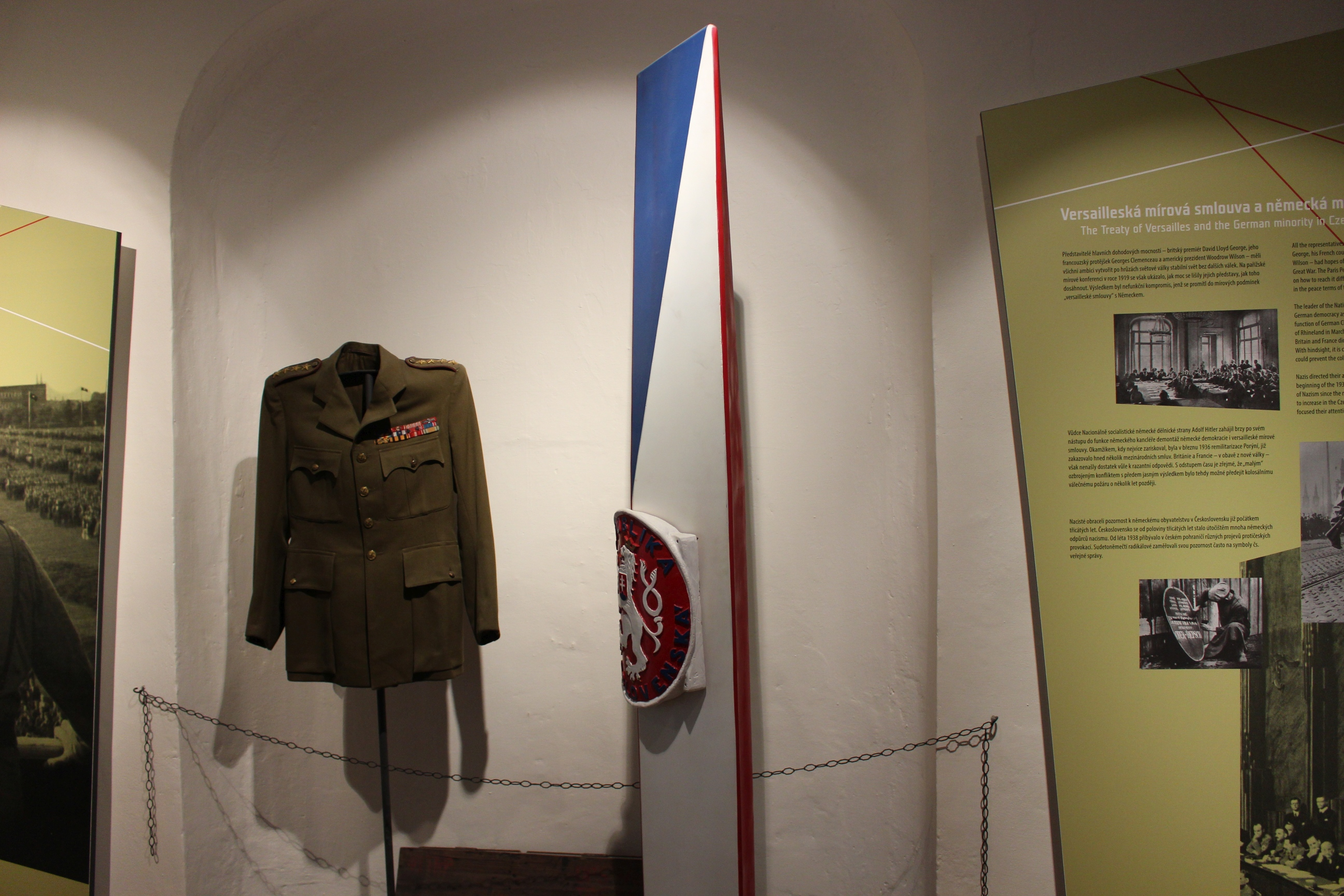
Expozice
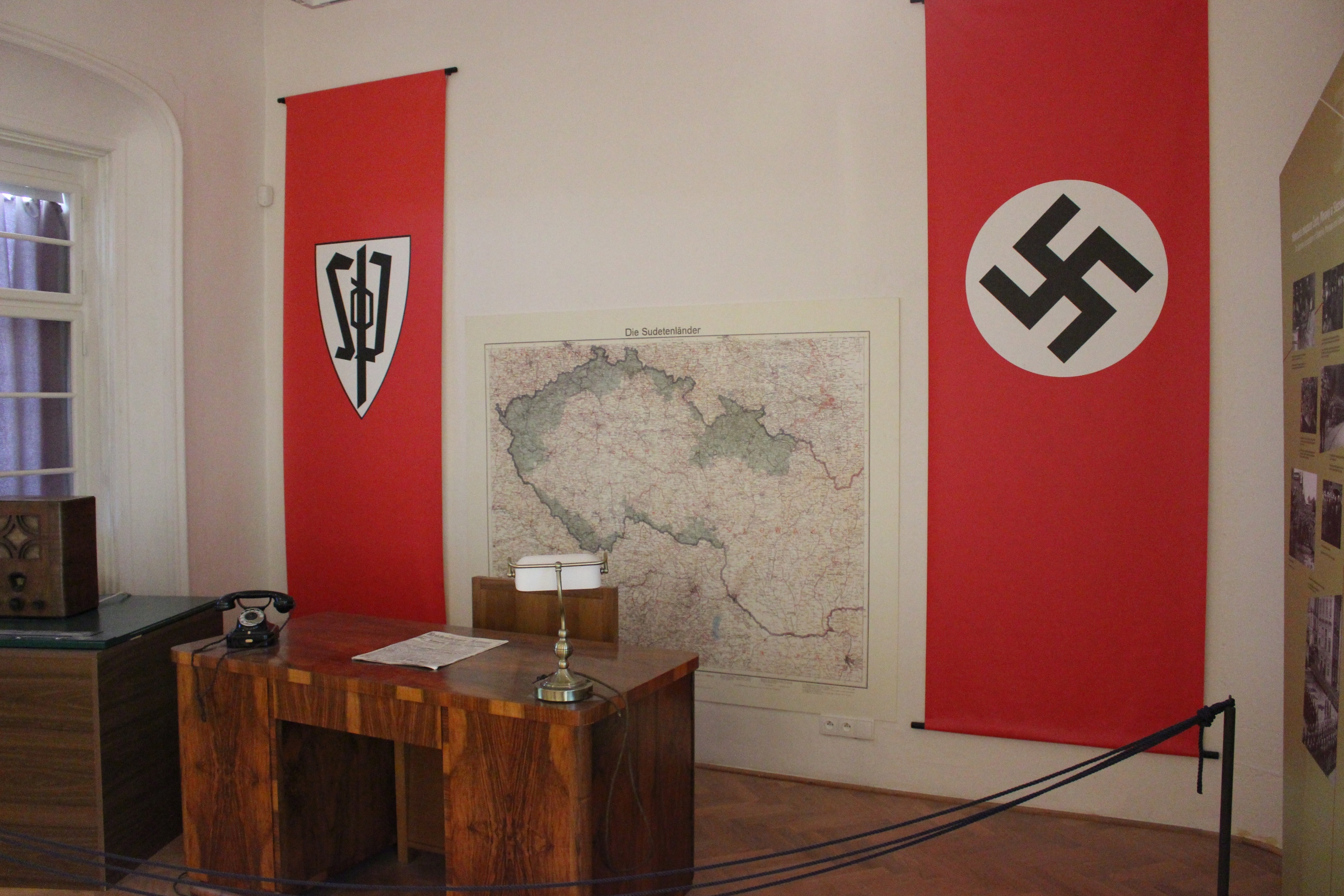
Stůl Konráda Henleina
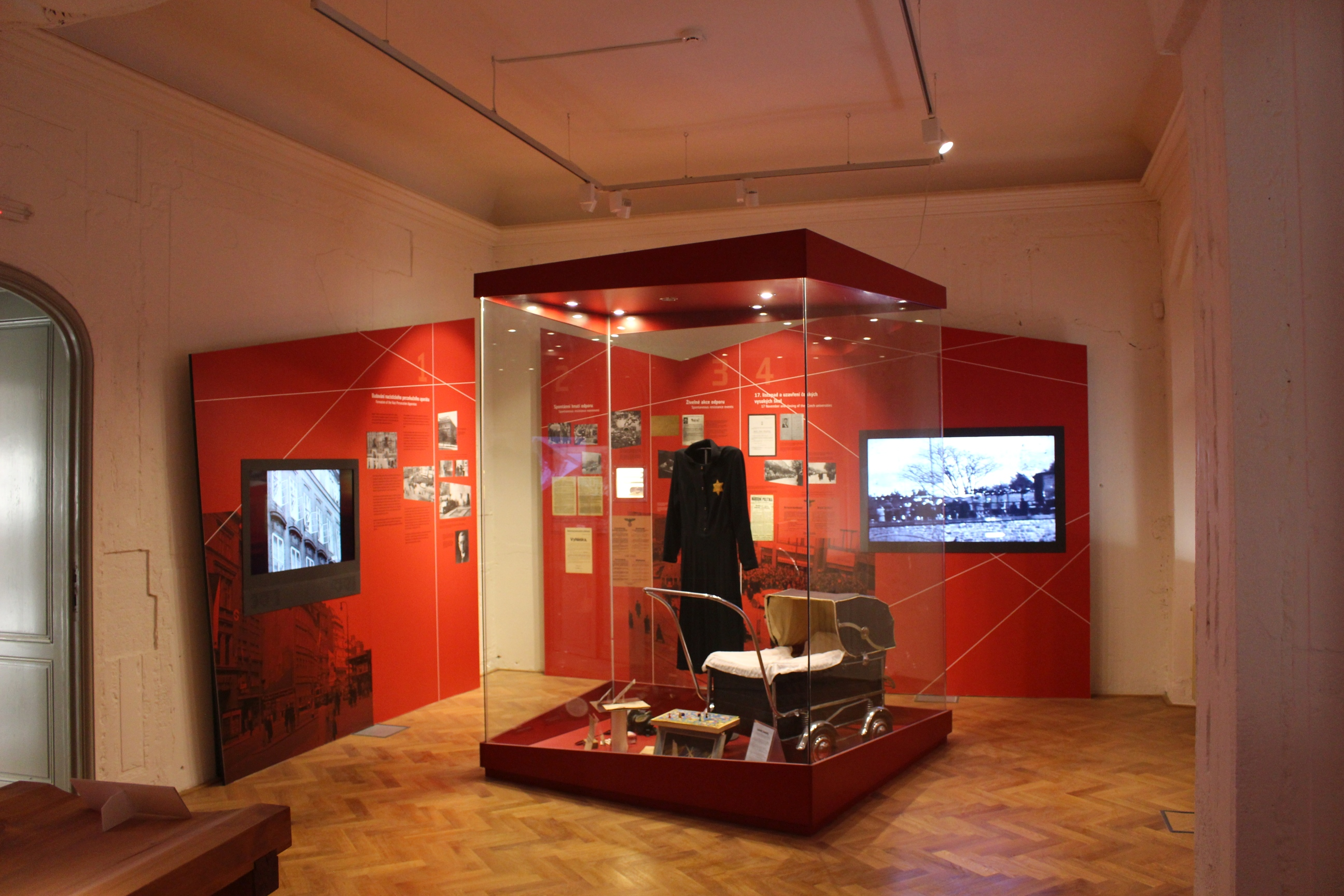
Expozice
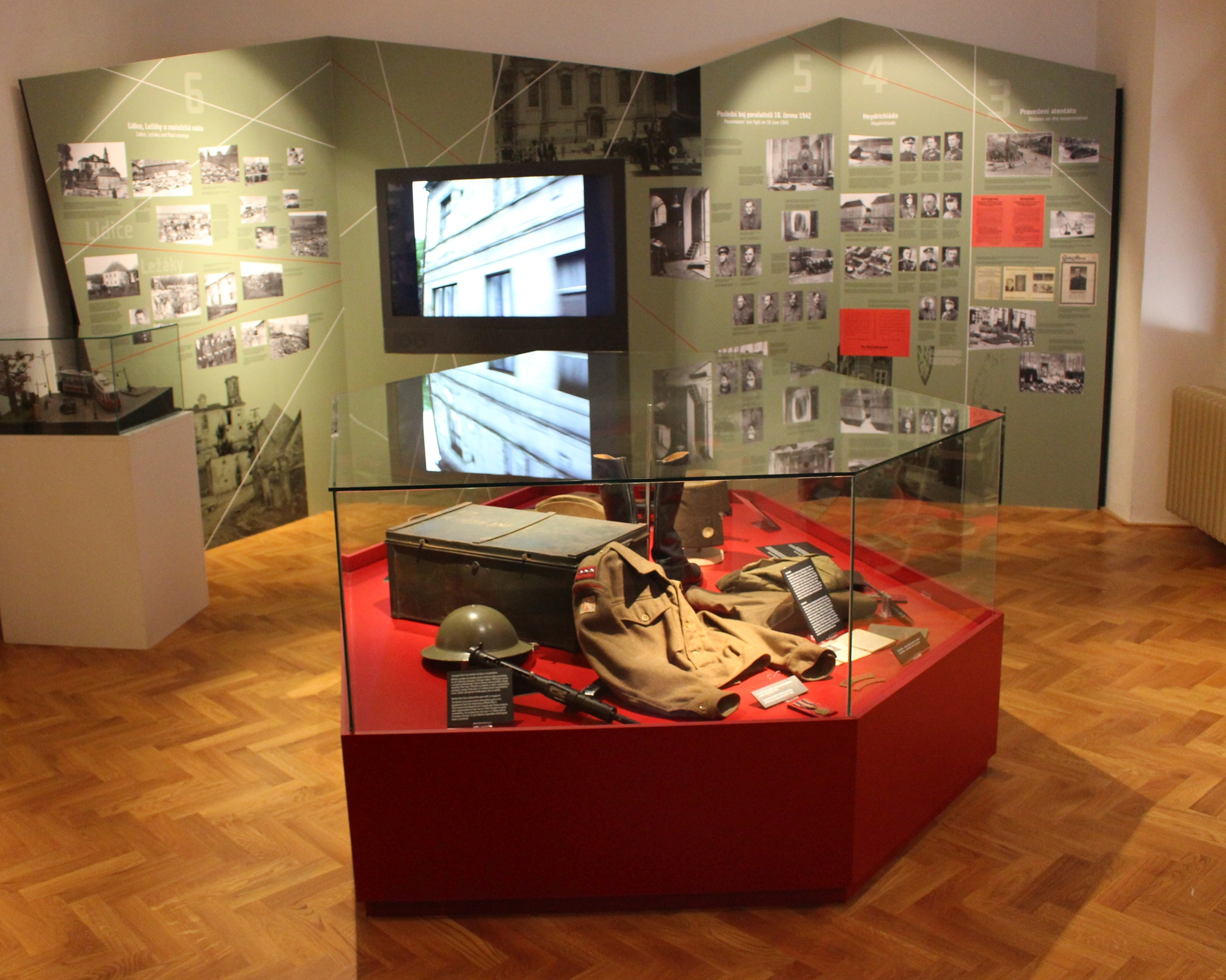
Čast expozice věnovaná operaci Anthropoid
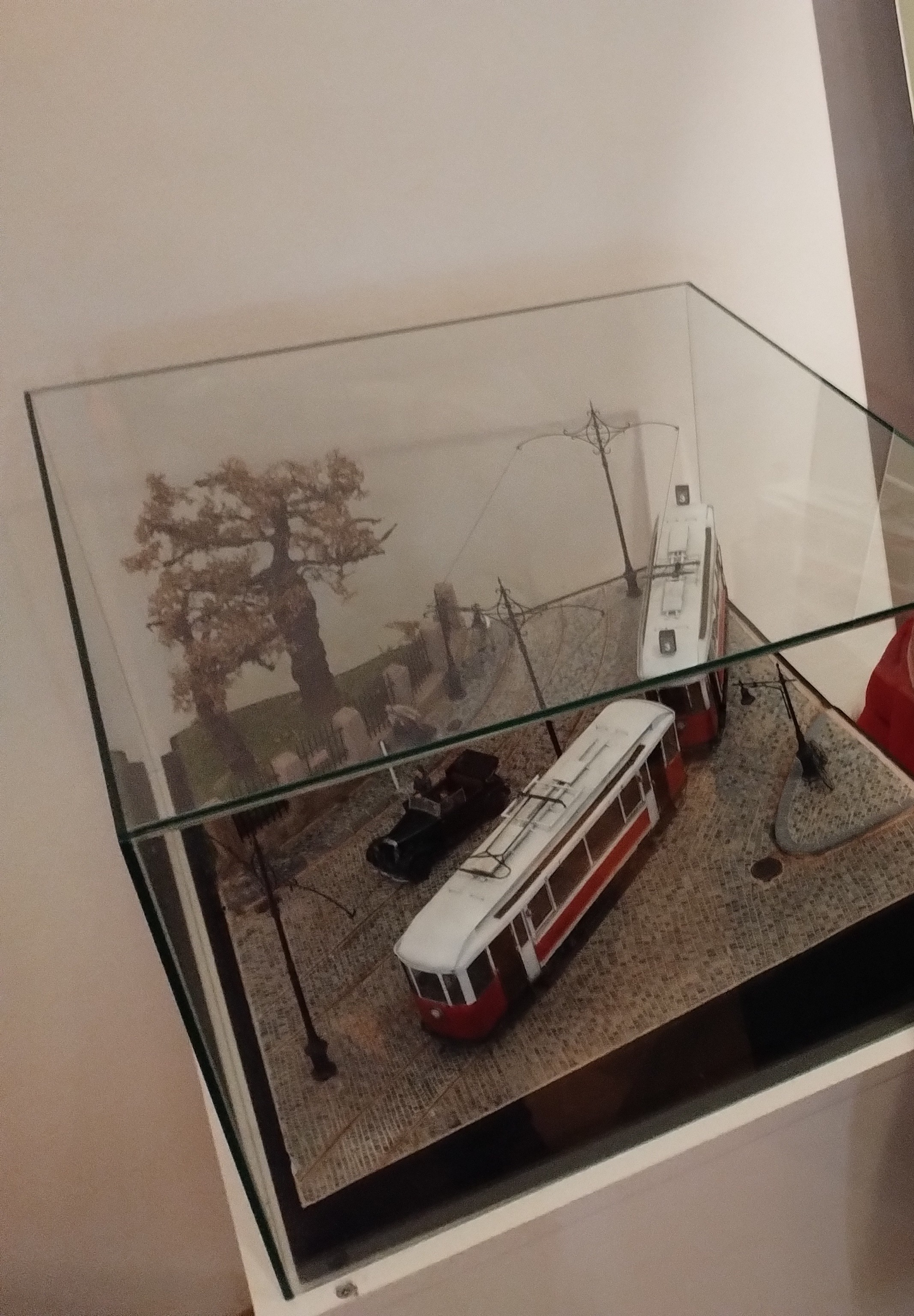
Model zatáčky, místa atentátu na R. Heydricha
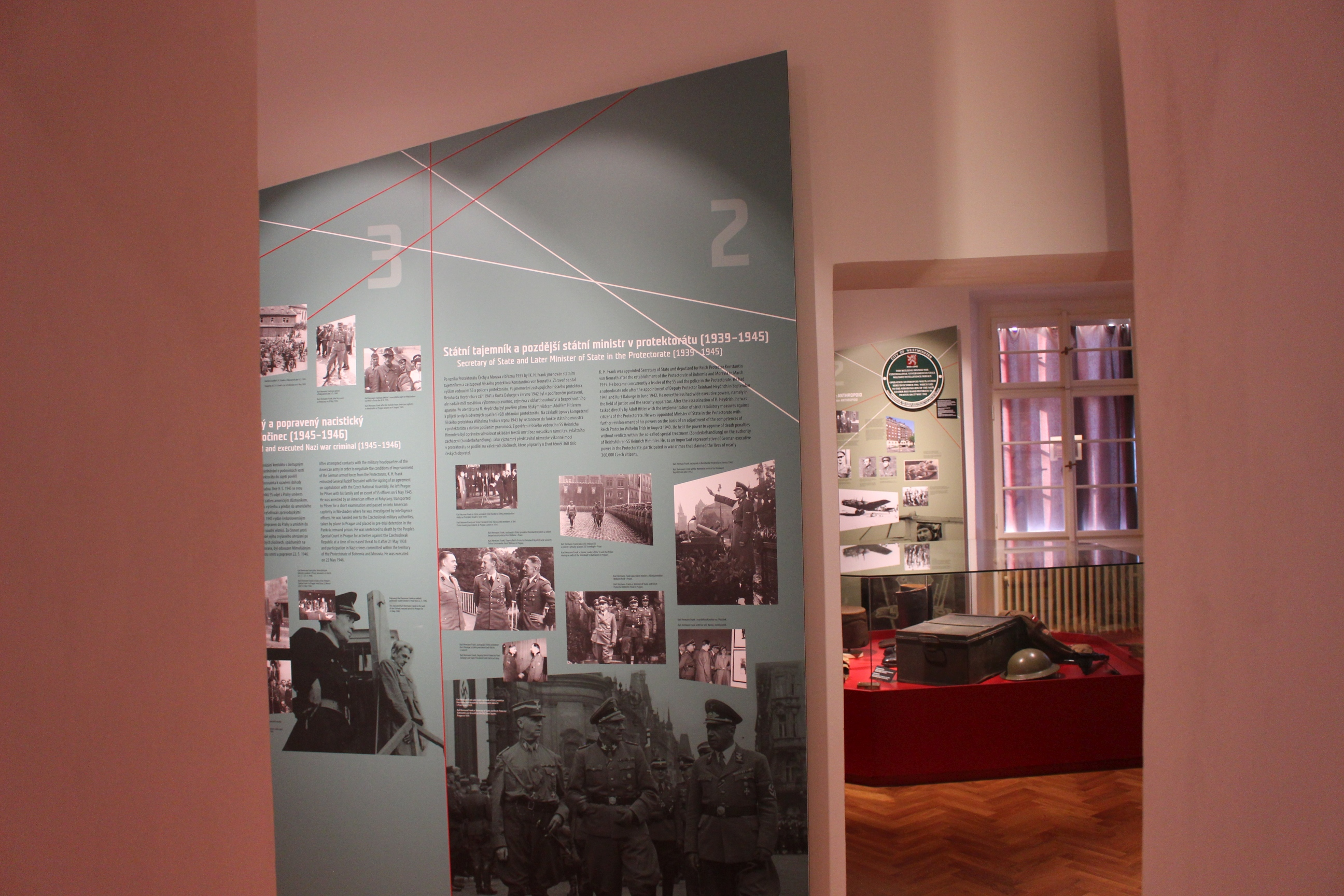
Expozice
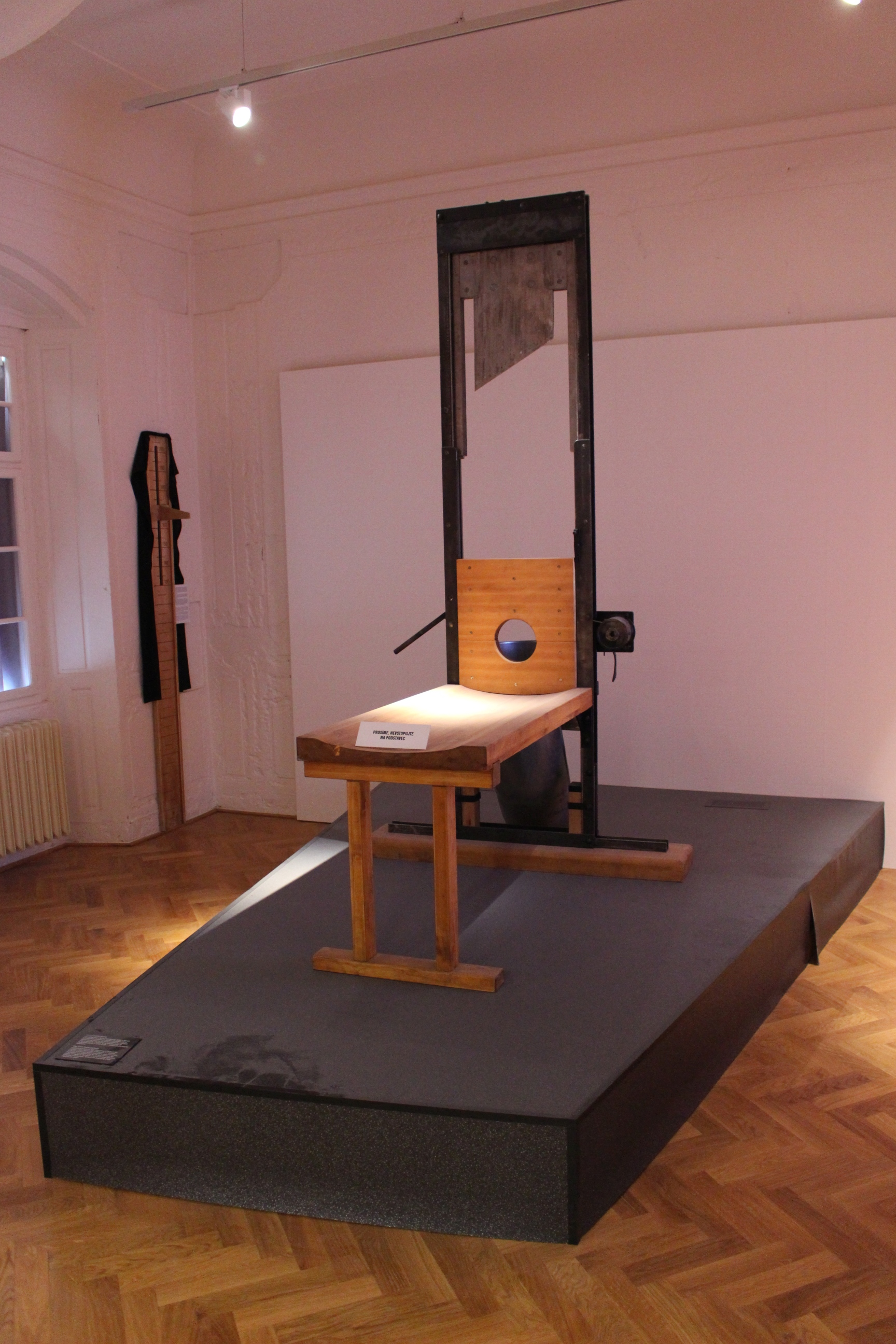
Kopie pankrácké gilotiny
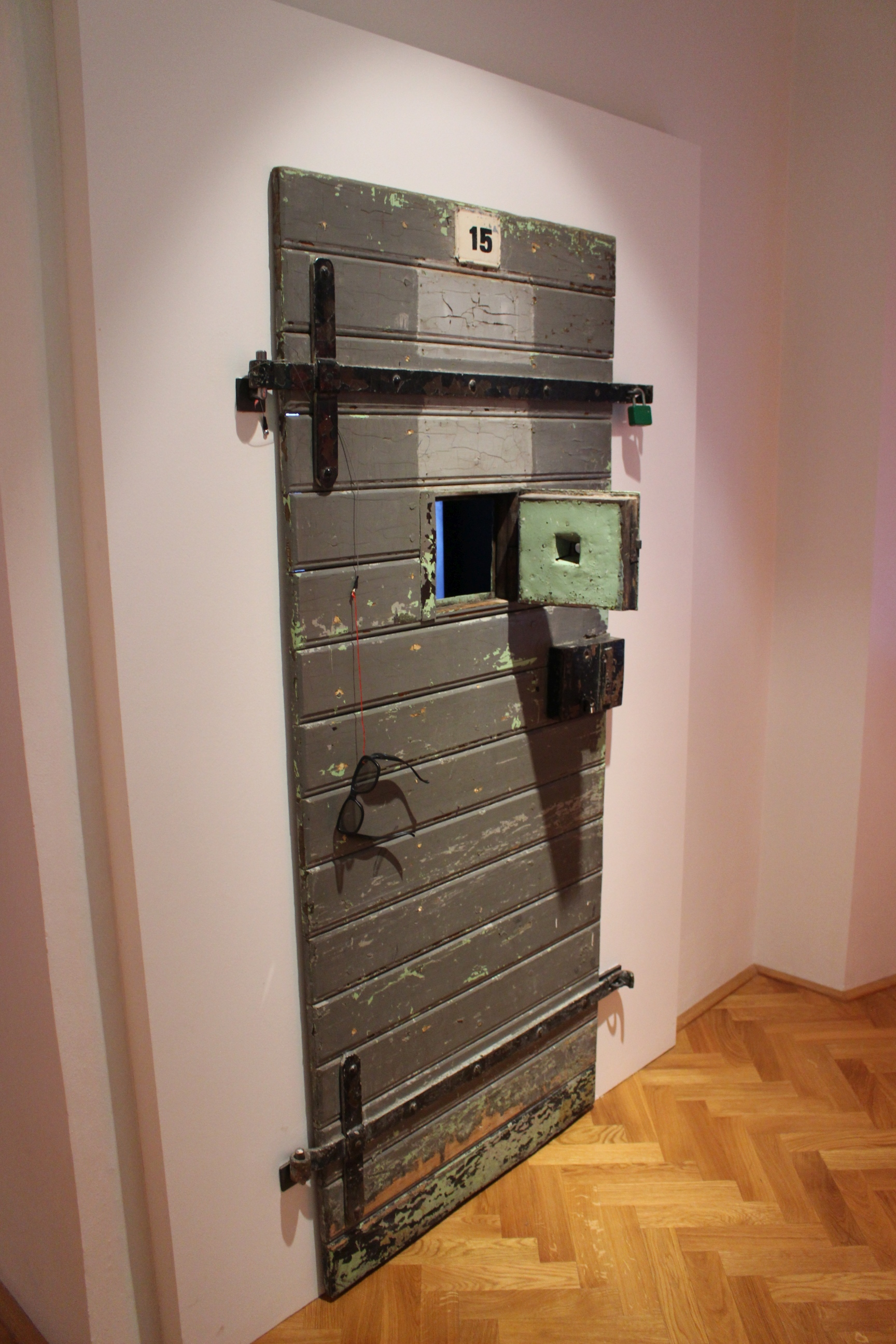
Cela K. H. Franka
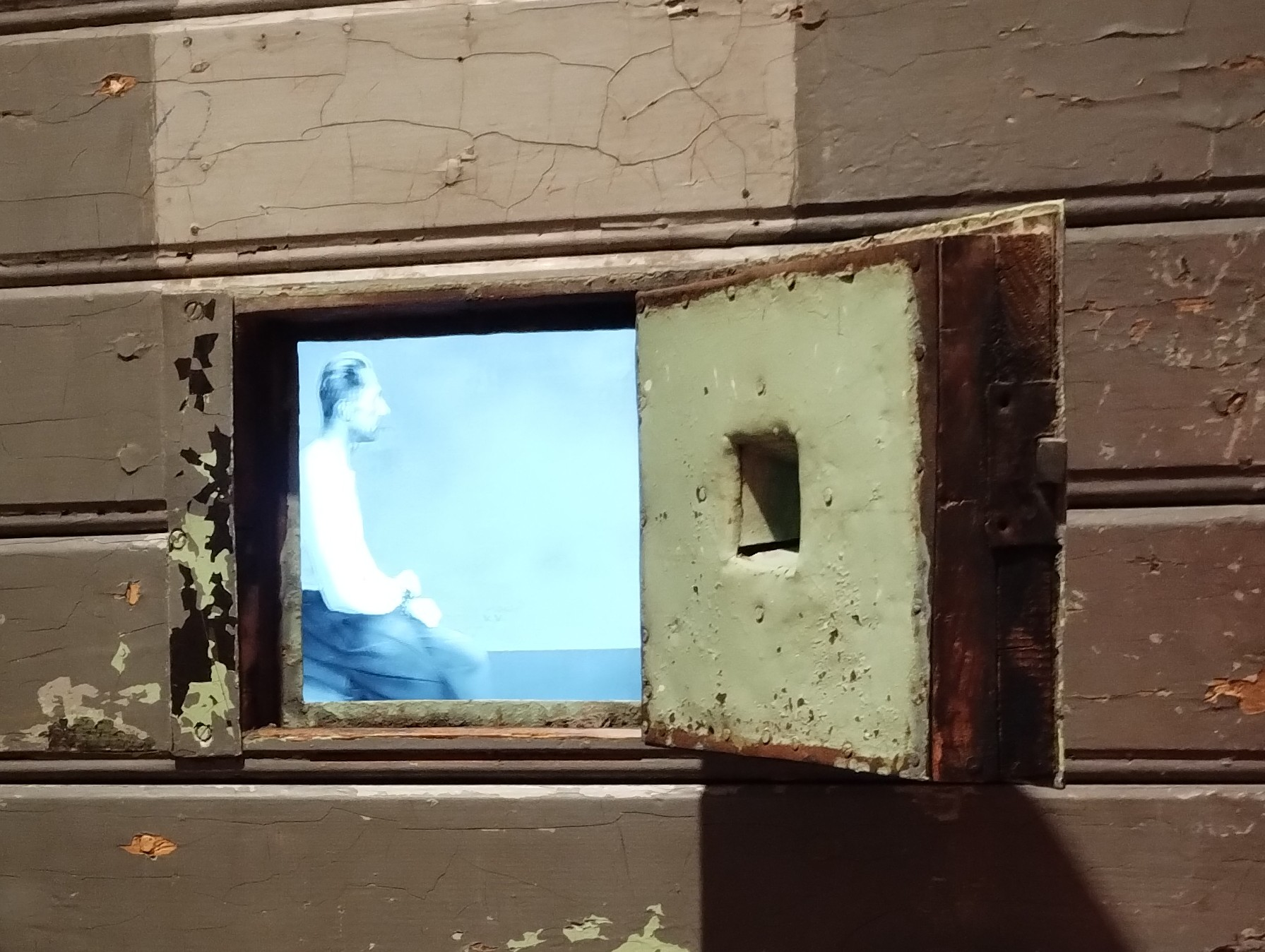
Pohled do cely s postavou K. H. Franka
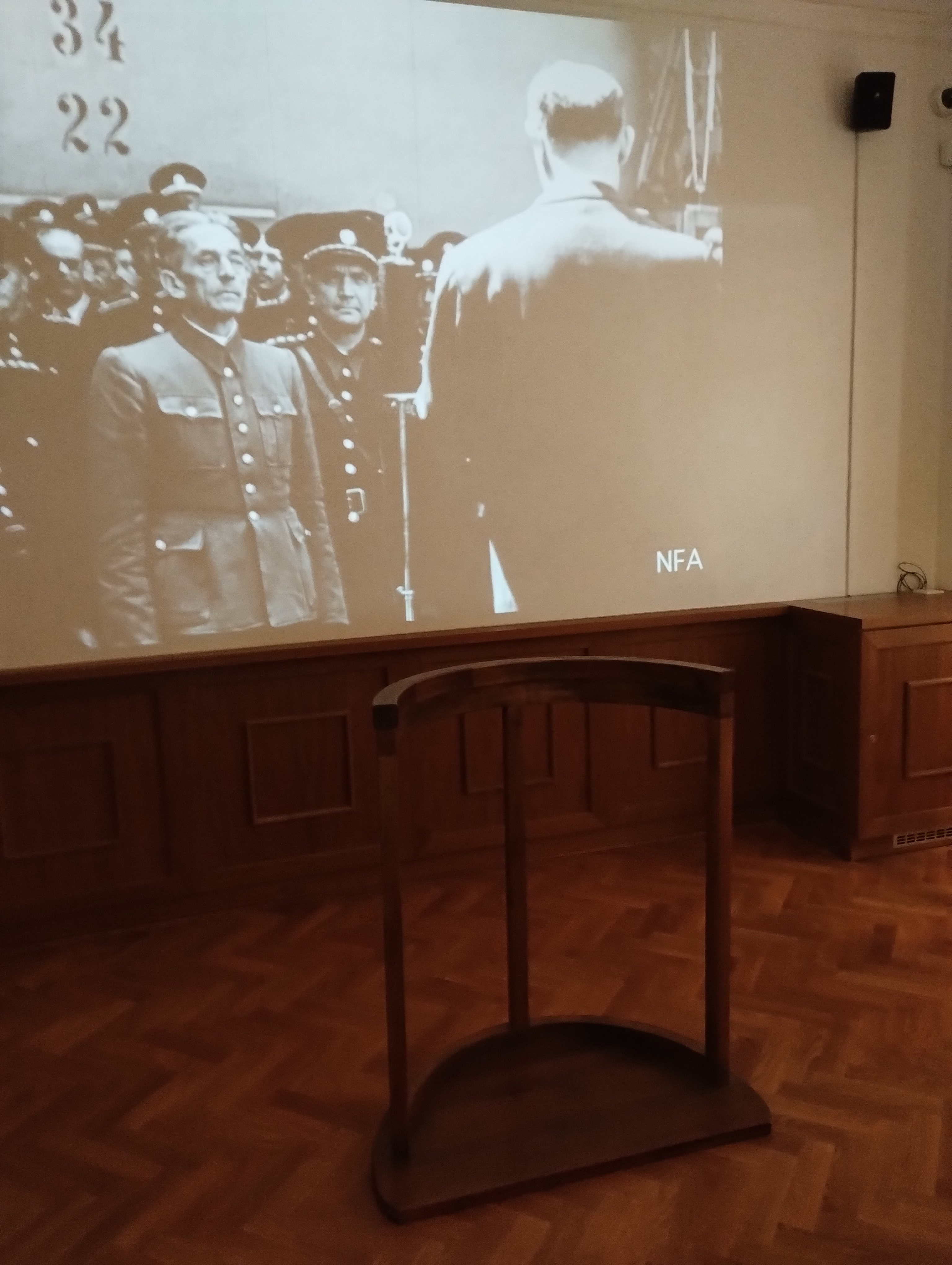
Soudní síň
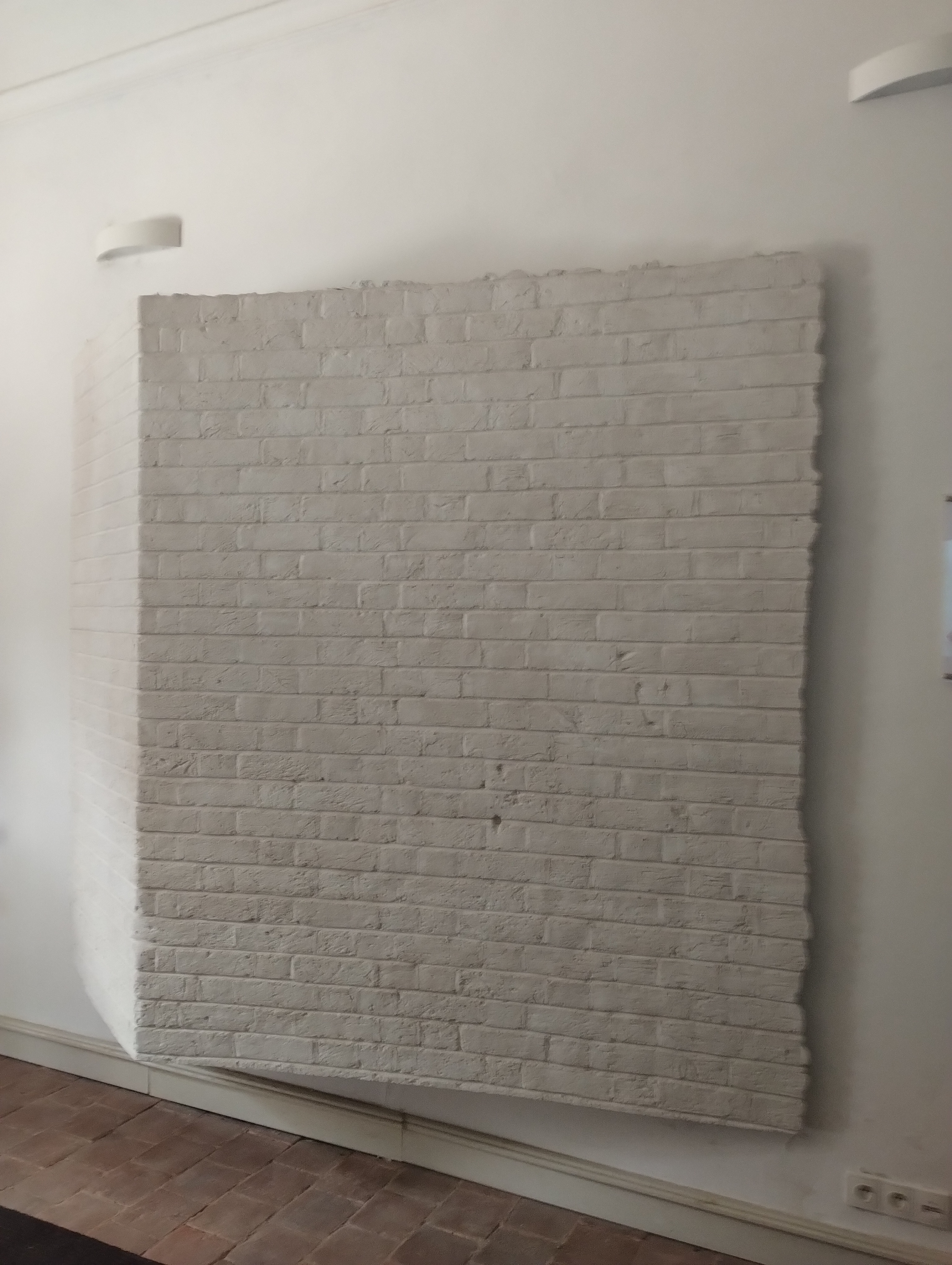
Odlitek zdi z londýnského domu Porchester Gate

V přízemí budovy zámku je umístěna expozice nábytku firmy Emil Gerstel. Firma ve 20. a 30. letech 20. století vyráběla luxusní nábytek a vybavovala interiéry jak na evropských královských dvorech, tak i československým prezidentům T. G. Masarykovi a Edvardu Benešovi. Rodina posledního předválečného majitele firmy a Horního zámku Friedricha (Bedřicha) Gerstela se na začátku německé okupace stihla vystěhovat do USA a její majetek byl konfiskován ve prospěch Německé říše.
U zídky (ohrazení) před vstupem do zámku se nachází vystavená část plotu (kovová mříž) z místa atentátu na R. Heydricha. Plot tehdy ohraničoval areál tiskárny Prometheus v Praze-Libni, v jehož těsné blízkosti k útoku došlo. Na zídce za zámkem je umístěna pamětní deska připomínající vězně židovského ghetta v Terezíně a koncentračního tábora Flossenbürg. Přístupný je také park v areálu, včetně kaple svaté Anny.

Vnitřní expozice nábytku Gerstel
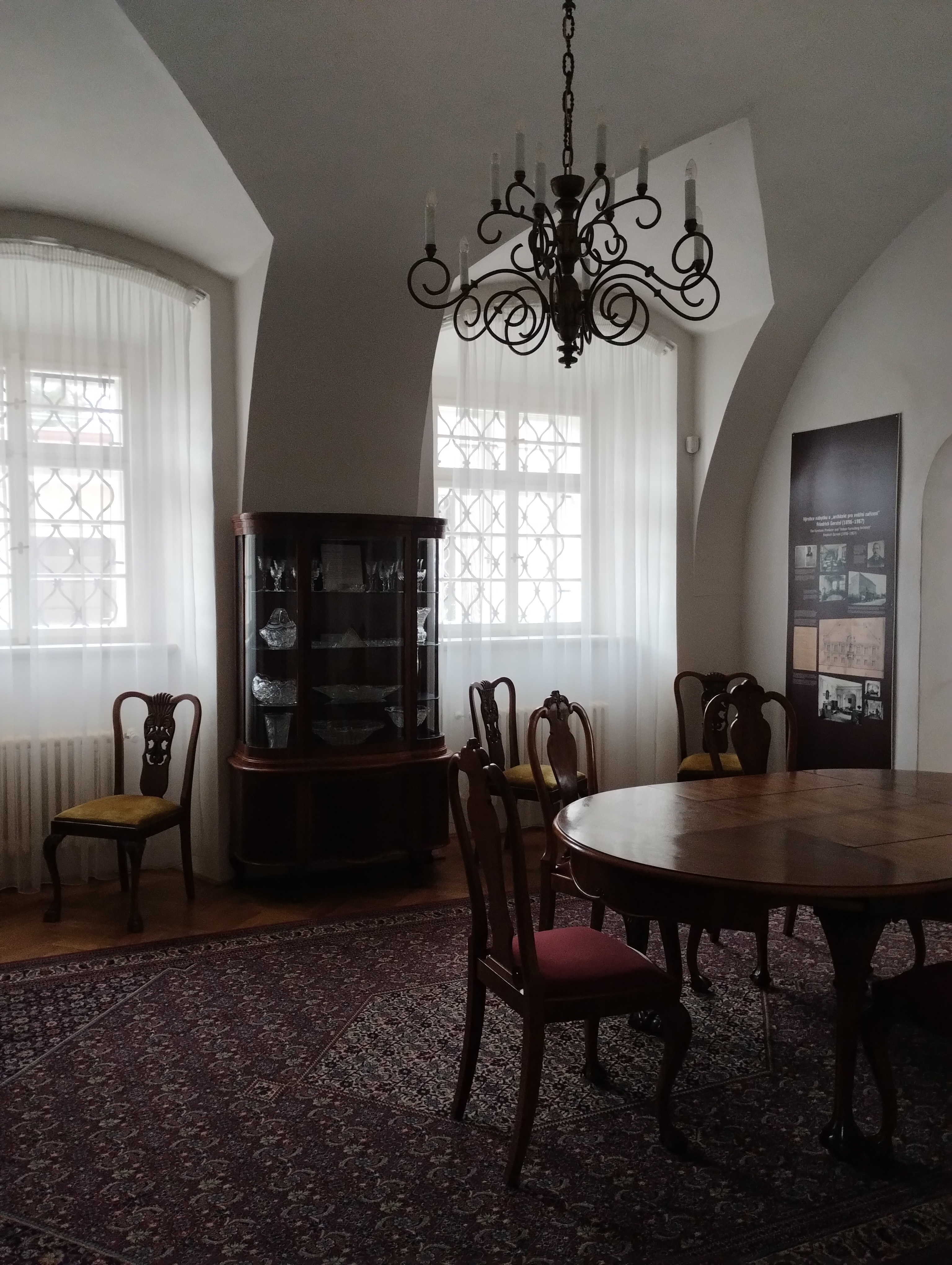
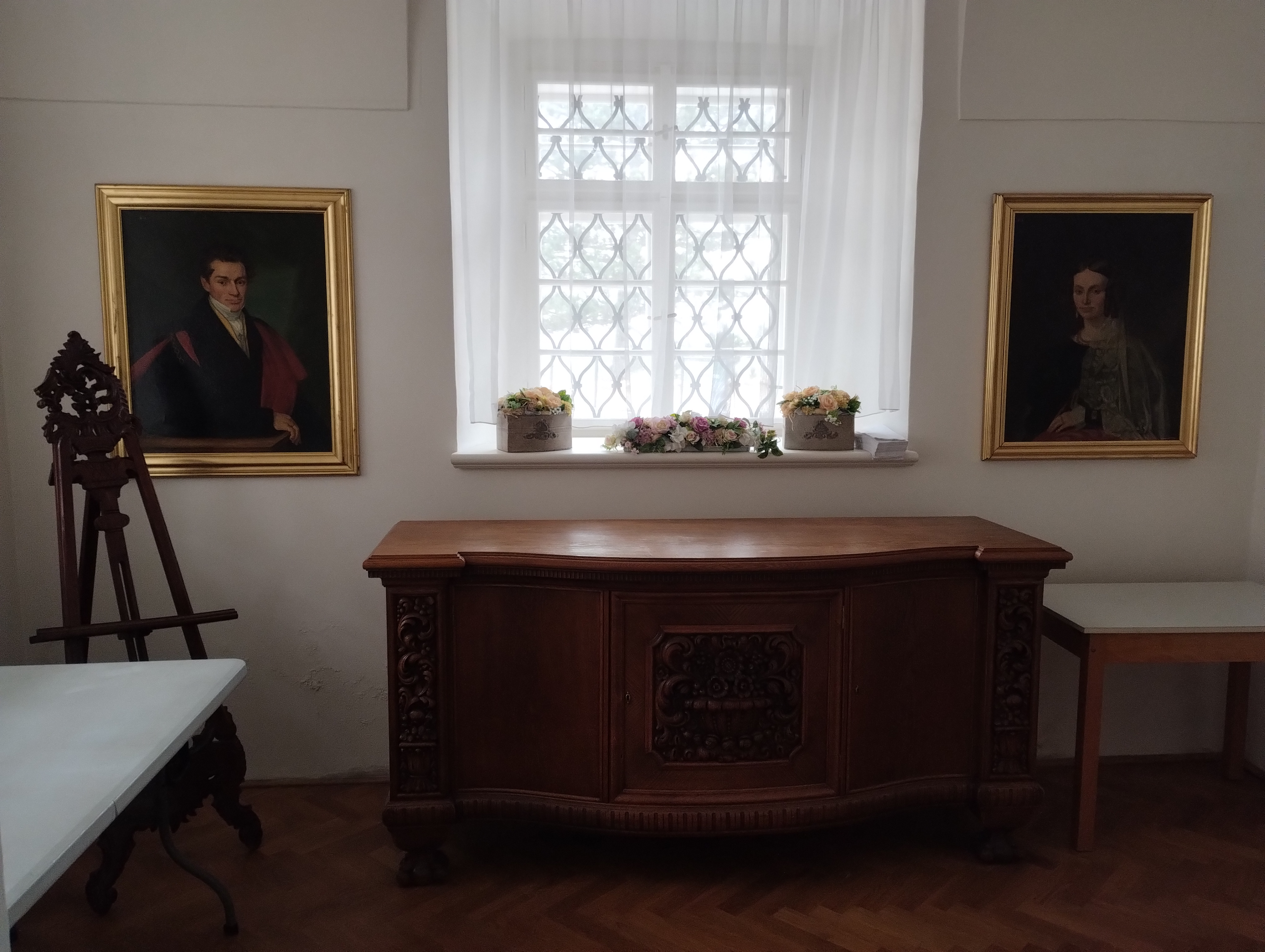
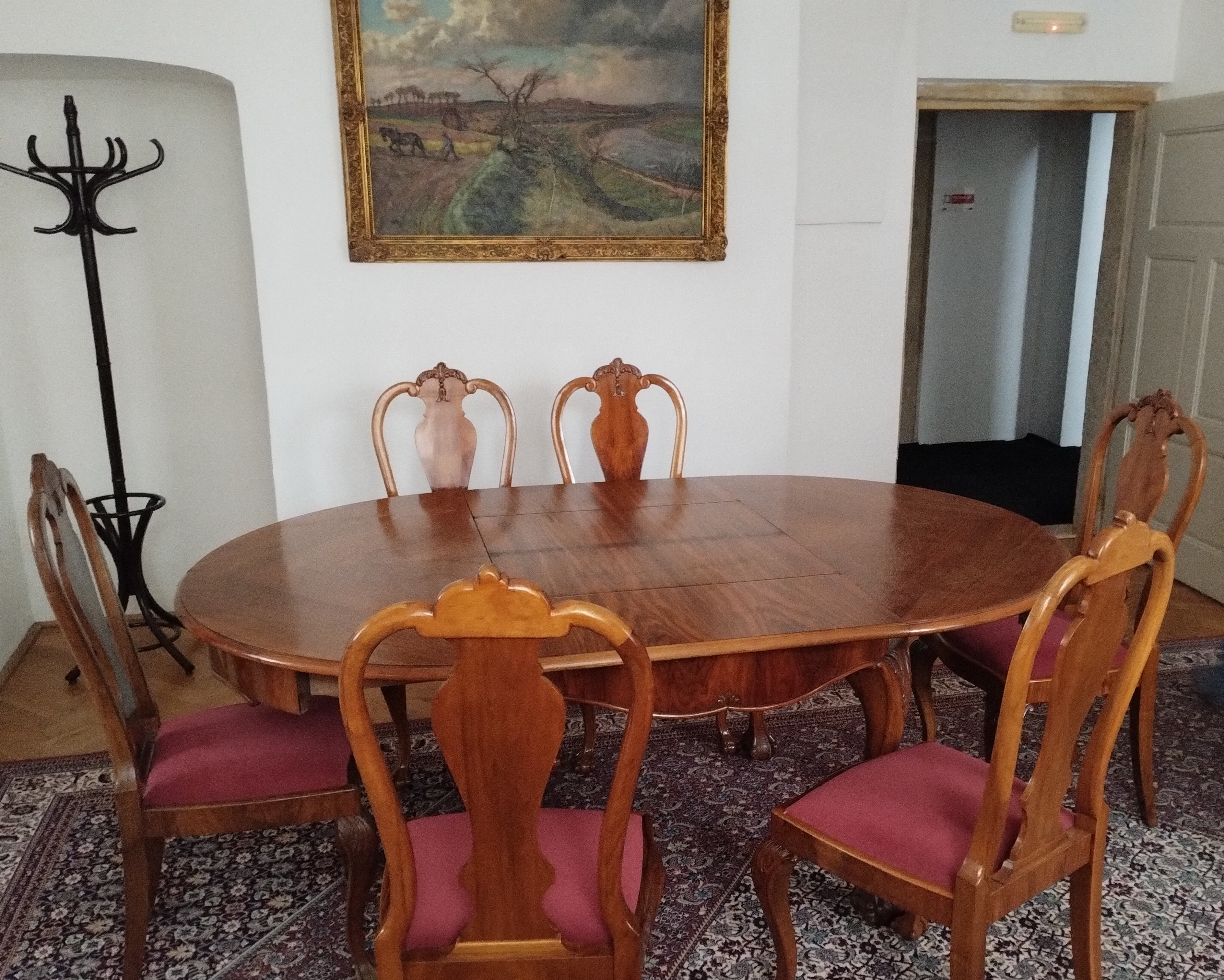
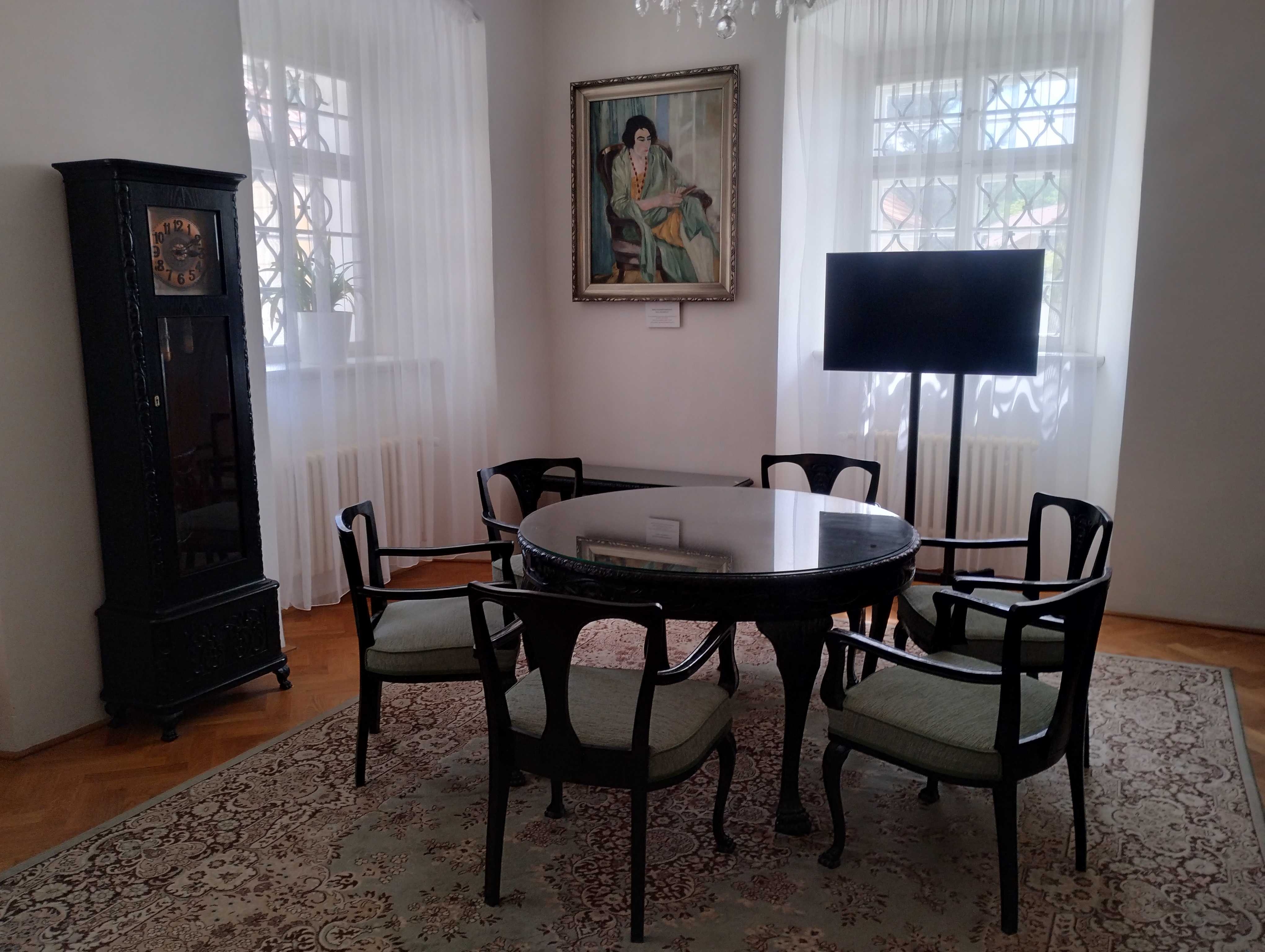

Některá místa v areálu Památníku národního útlaku a odboje
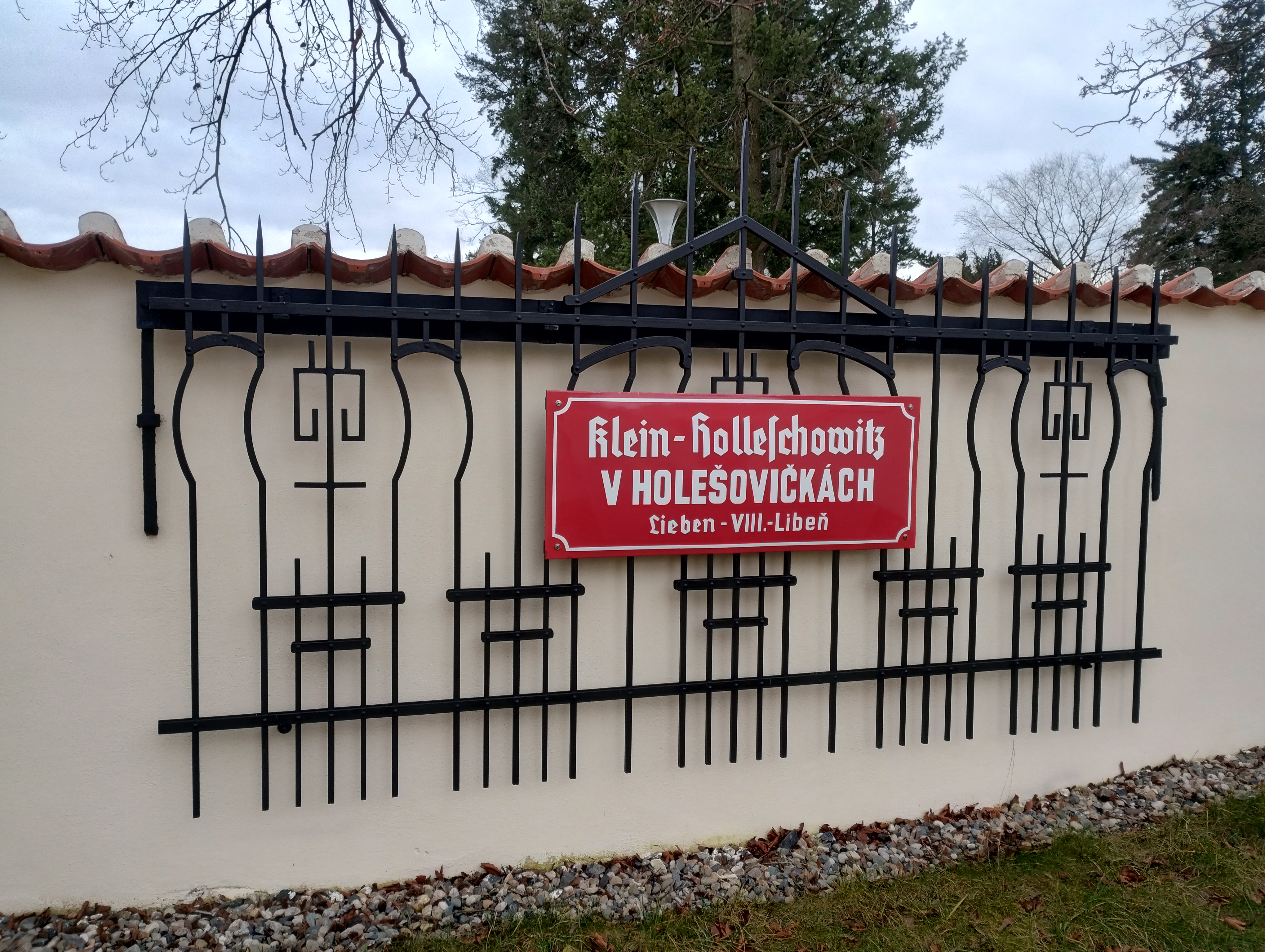
Část plotu z místa atentátu na R. Heydricha
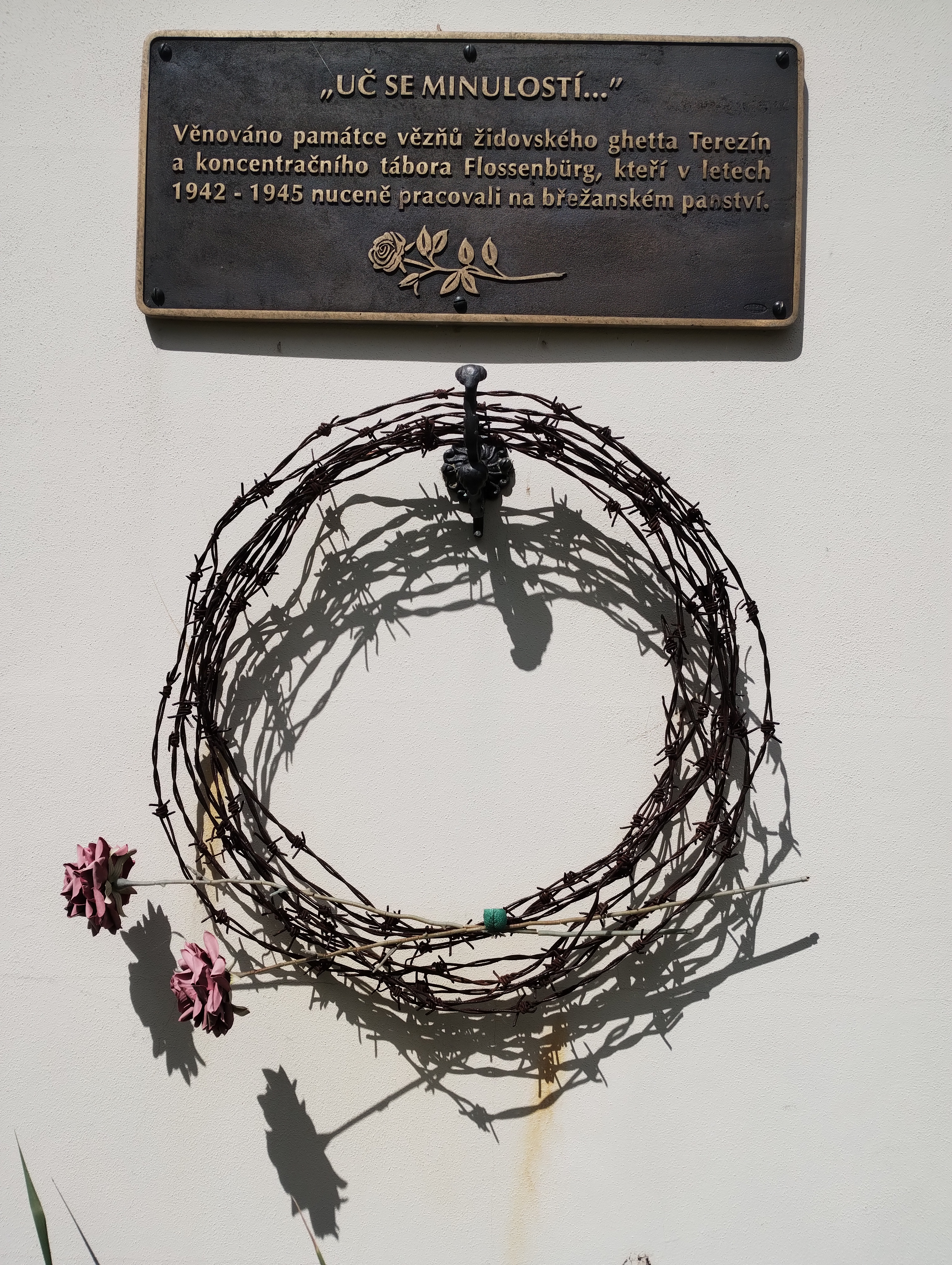
Pamětní deska vězňům, kteří nuceně pracovali v Panenských Břežanech
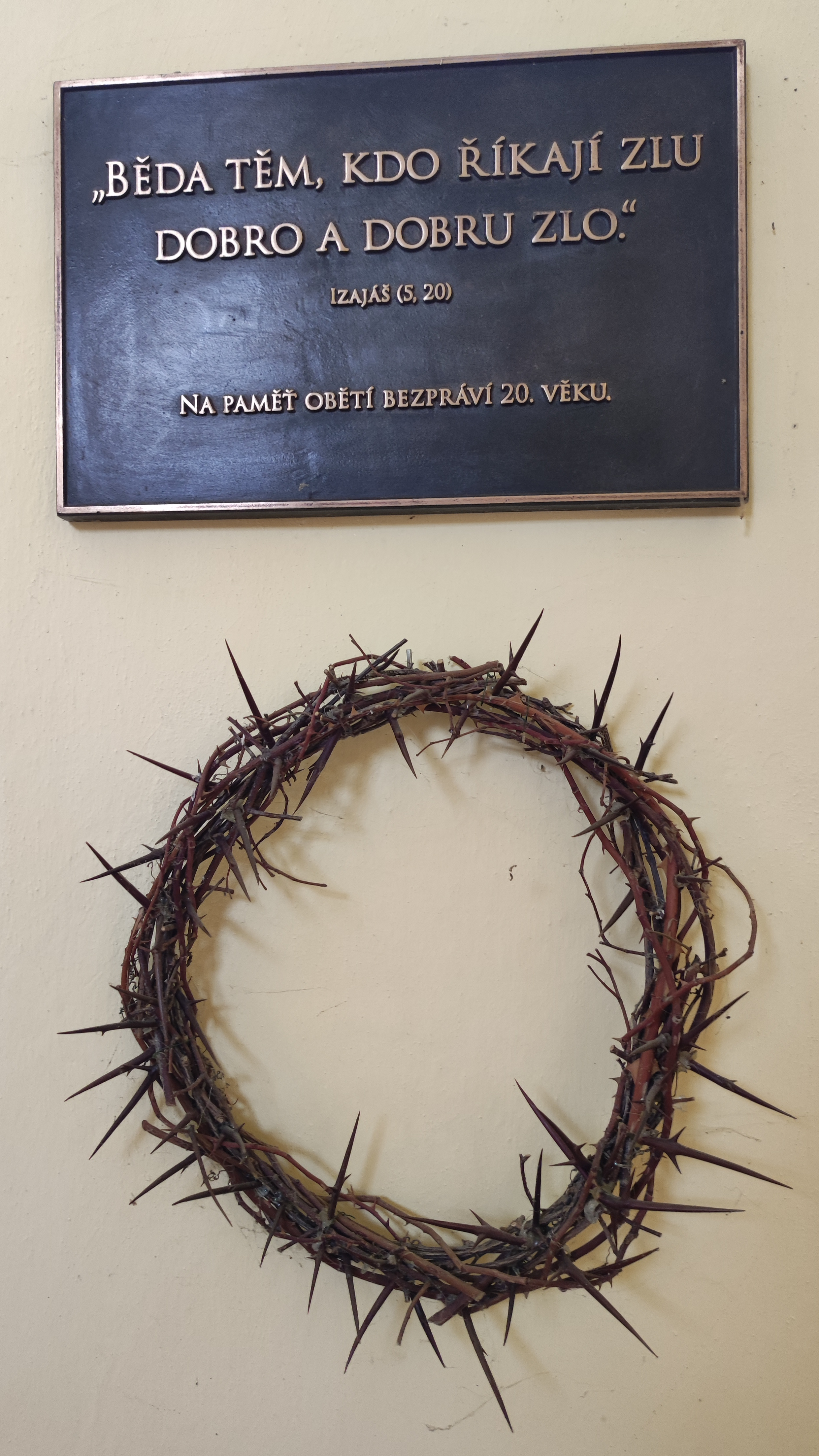
Biblické memento uvedené na stěně v kapli sv. Anny

## Dopis a „Den Jana Kubiše“
V památníku se každoročně koná „Den Jana Kubiše“. První ročník proběhl 27. května 2021 v den 79. výročí útoku na Reinharda Heydricha a od té doby se pravidelně koná vždy koncem května (nejbližší sobotu k výročí). Pouze v tento den je v památníku vystavován originál dopisu, který Jan Kubiš (podepsán Otta Jardů) zaslal z Prahy v květnu 1942, patnáct dnů před atentátem, Marii Žilanové z Chomle u Rokycan.
Kubiše s Marií Žilanovou seznámil její zaměstnavatel Vojtěch Kučera v době příprav operace Canonbury v Plzni. Dívka parašutistu u sebe nejen ubytovala, ale zúčastnila se i průzkumu terénu a organizování příprav leteckého útoku na Škodovy závody a v noci z 25. na 26. dubna 1942 byla u zapálení signálních ohňů pro britské bombardéry RAF. Po nezdařené akci odjel Kubiš do Prahy, aby splnil svůj hlavní úkol. Marii poslal dopis a také pohled, který se však nedochoval. Až po boji v kostele sv. Cyrila a Metoděje se z fotografií mrtvého Kubiše v tisku Marie Žilanová dozvěděla jeho pravou totožnost. Dopis si schovala i přesto, že již 17. června byl Vojtěch Kučera s rodinou zatčen a poté byli všichni 24. října 1942 popraveni v KT Mauthausen. Marii Žilanovou však nikdo při výslechu neprozradil. O dopise promluvila až v roce 1988. Oslovil ji badatel Jaroslav Čvančara, kterému nakonec dopis věnovala, a ten dopis svěřil Památníku národního útlaku a odboje.
V rámci „Dne Jana Kubiše“ je vstup do památníku zdarma (či dobrovolné vstupné) a kromě dopisu Jana Kubiše si návštěvníci mohou prohlédnout nejen stálou expozici, ale také je pro ně připraven pestrý program v podobě přednášek, prezentací, promítání, autogramiád, koncertů, ukázek vojenské techniky či zbraní apod. Během 5. ročníku pořádaném 24. května 2025 byl poprvé veřejnosti předveden renovovaný automobil Mercedes-Benz 320 Cabriolet B, kterým pravděpodobně jezdil R. Heydrich.

Den Jana Kubiše 2025
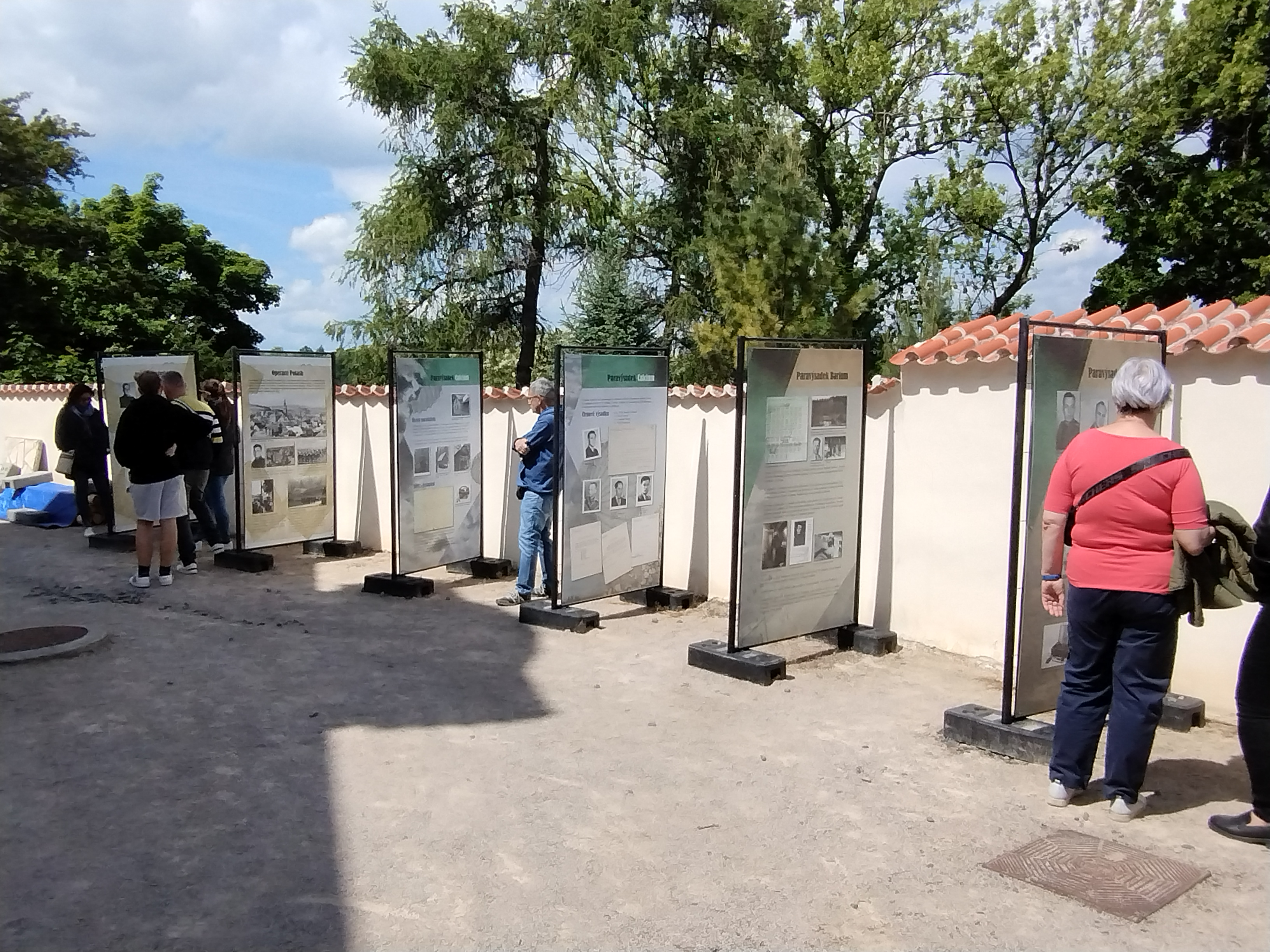
Informační panely o výsadcích do protektorátu
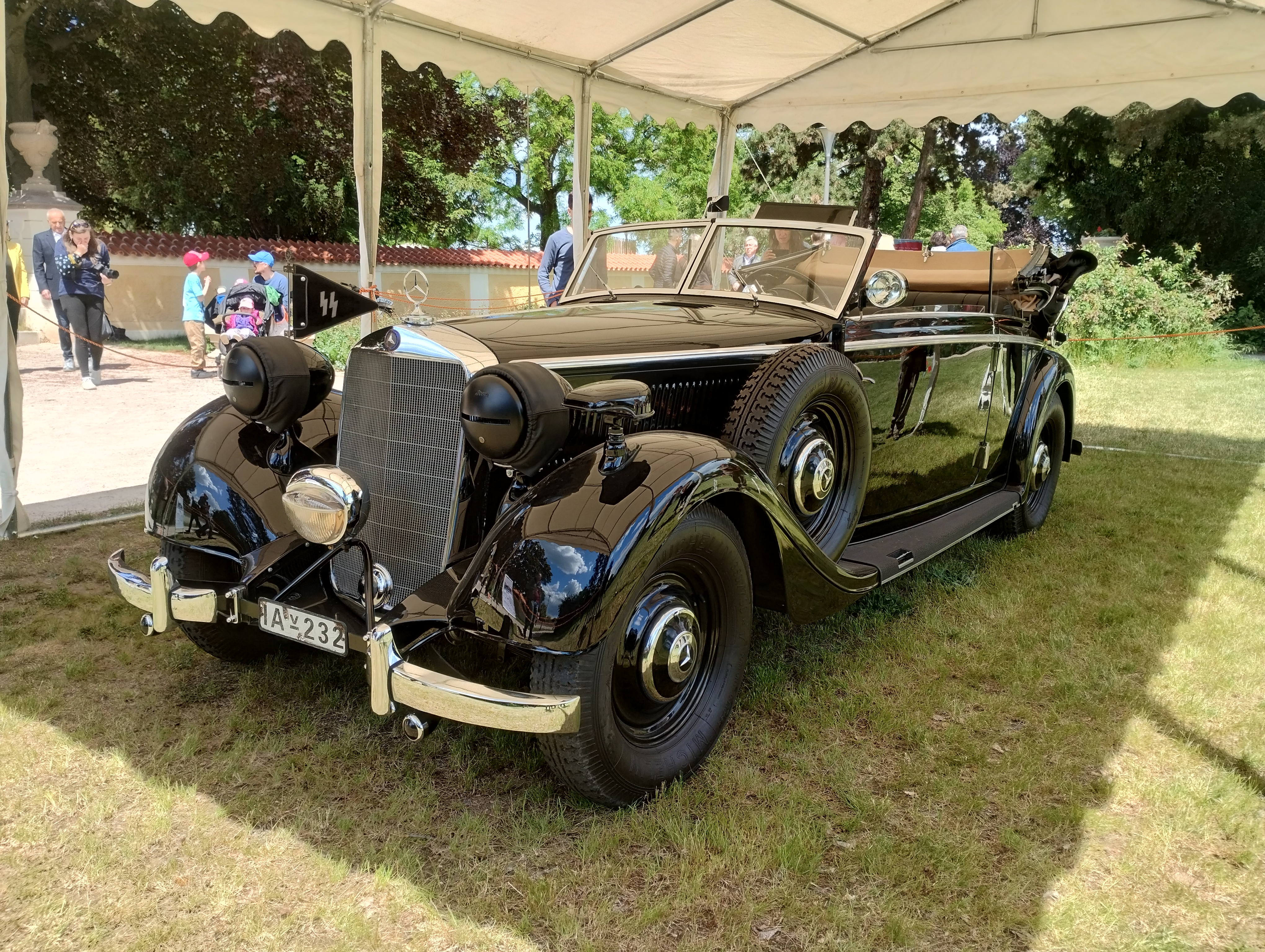
Renovovaný „Heydrichův“ Mercedes
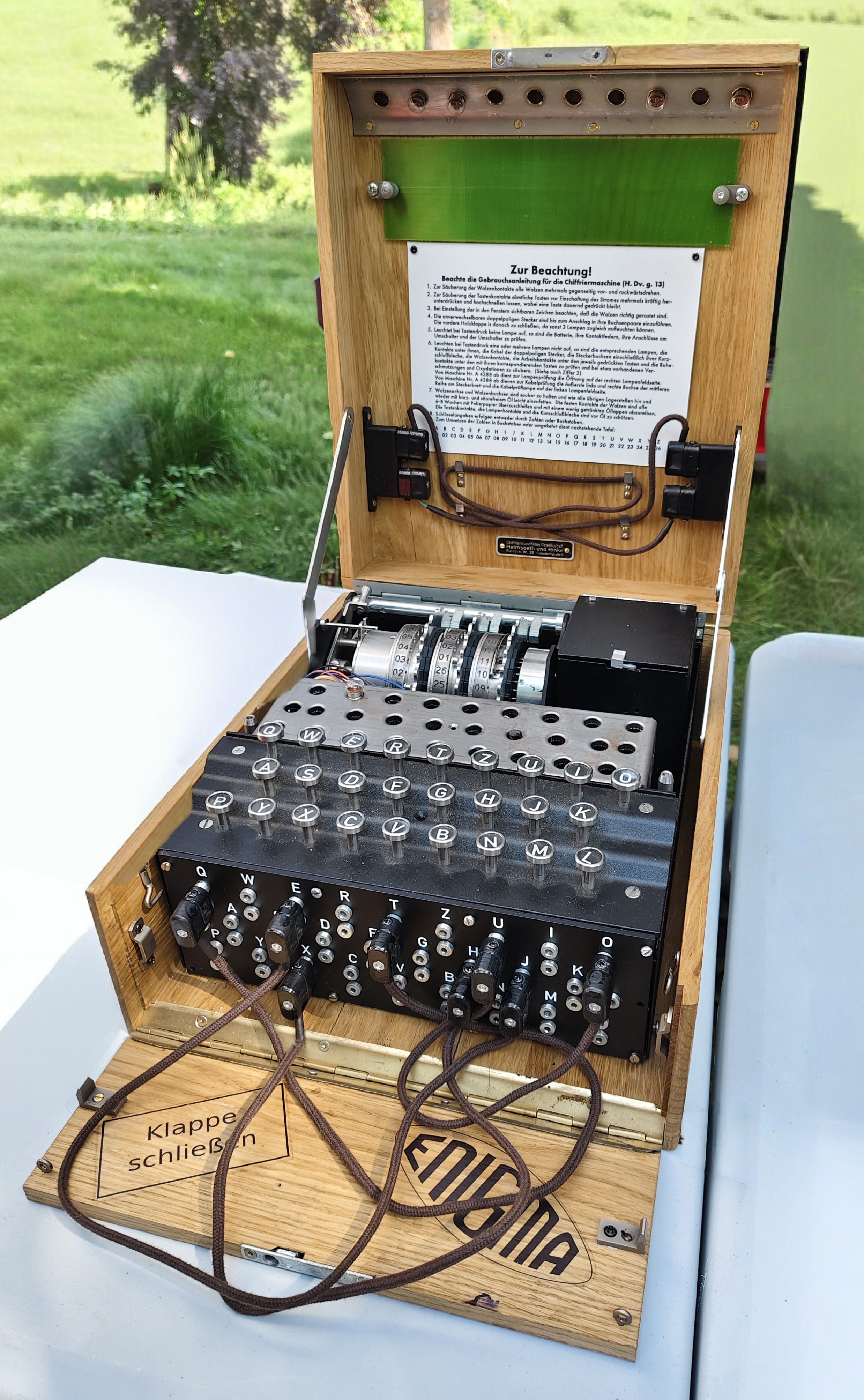
Replika šifrovacího stroje Enigma I
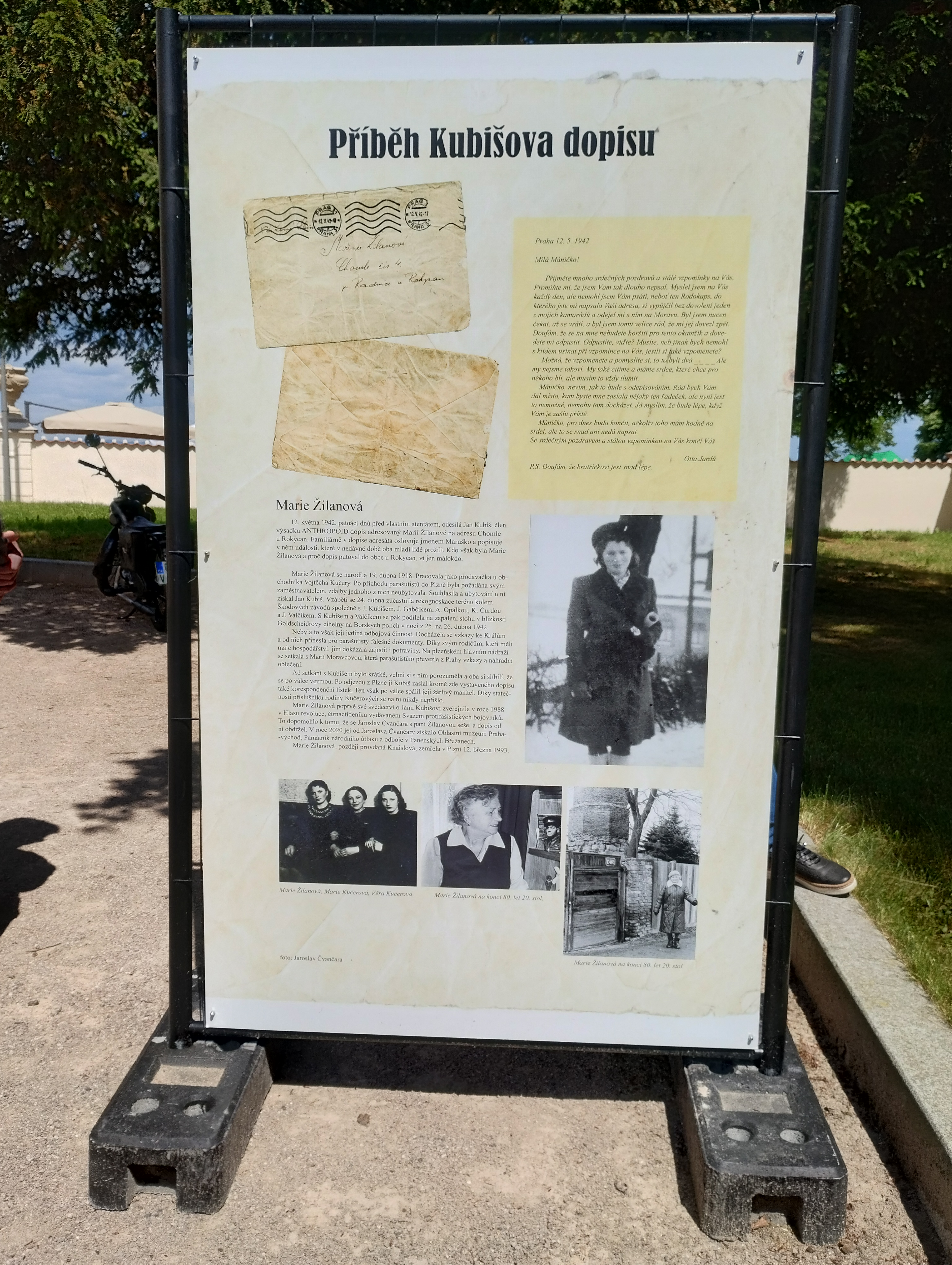
Informační panel o Kubišově dopisu
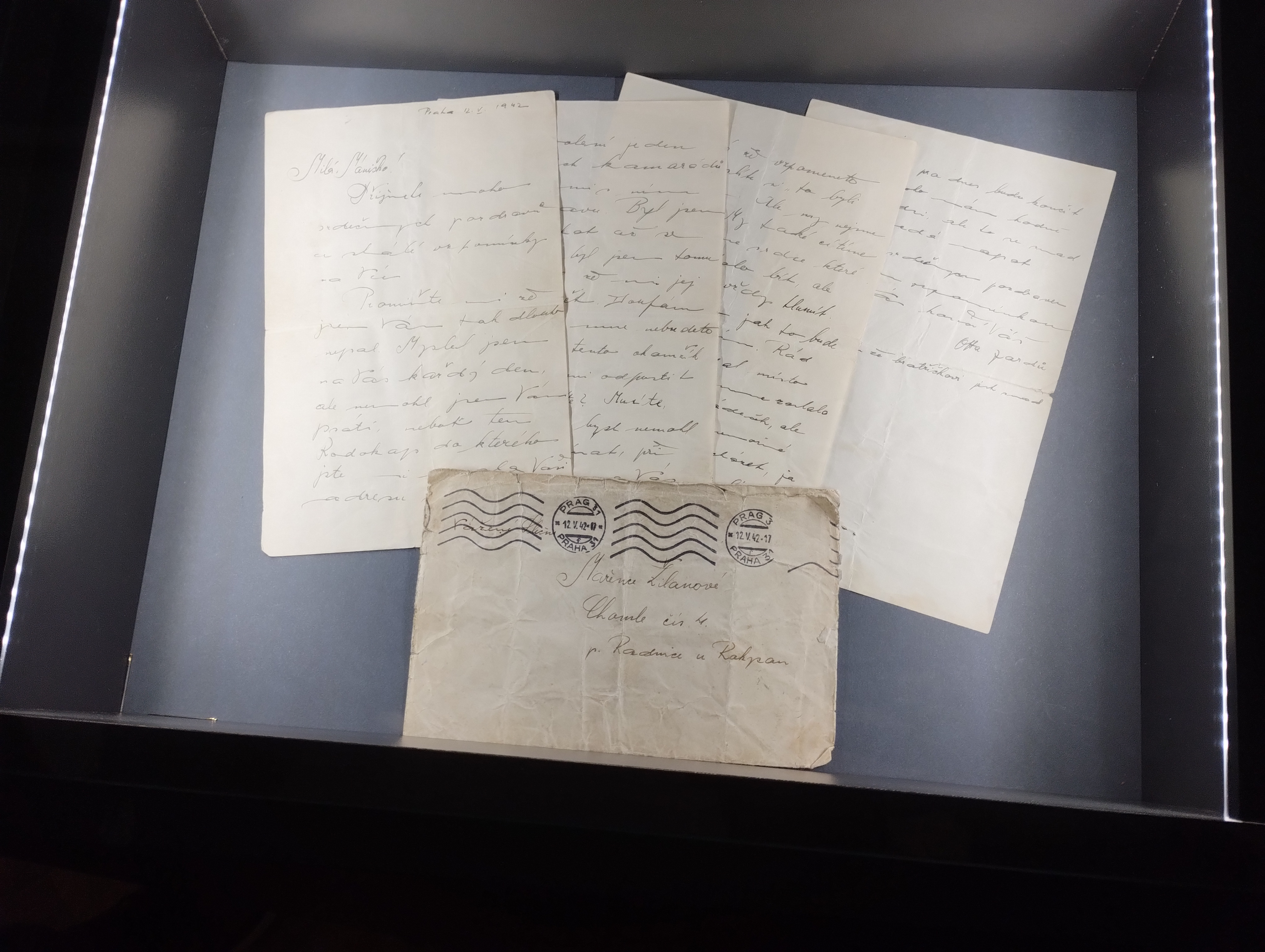
Vystavený originál dopisu Jana Kubiše
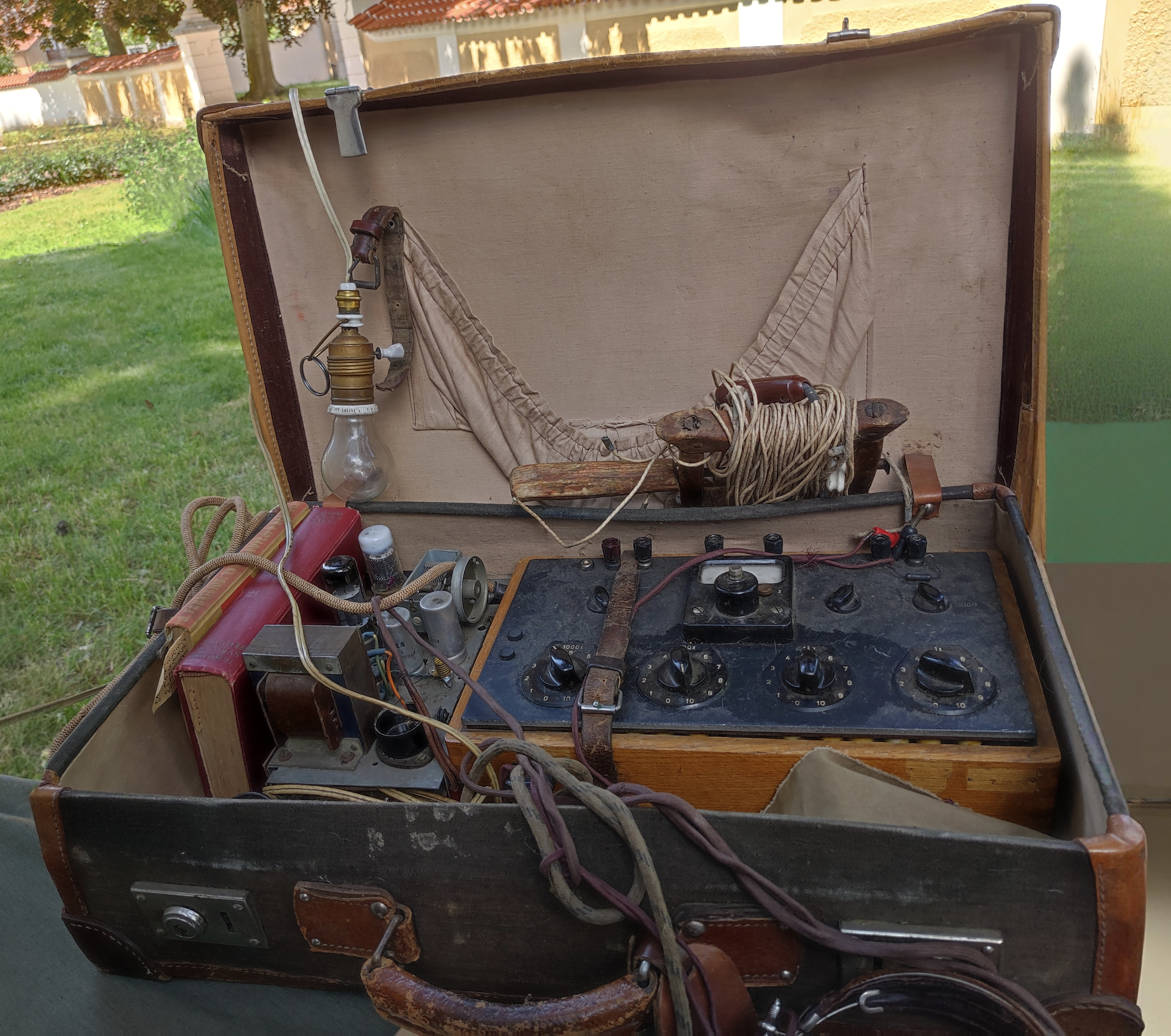
Replika (model) ilegální radiotelegrafní stanice (vysílačka a přijímač) používané odbojem v letech 1939 až 1945